# 2012 في العلوم

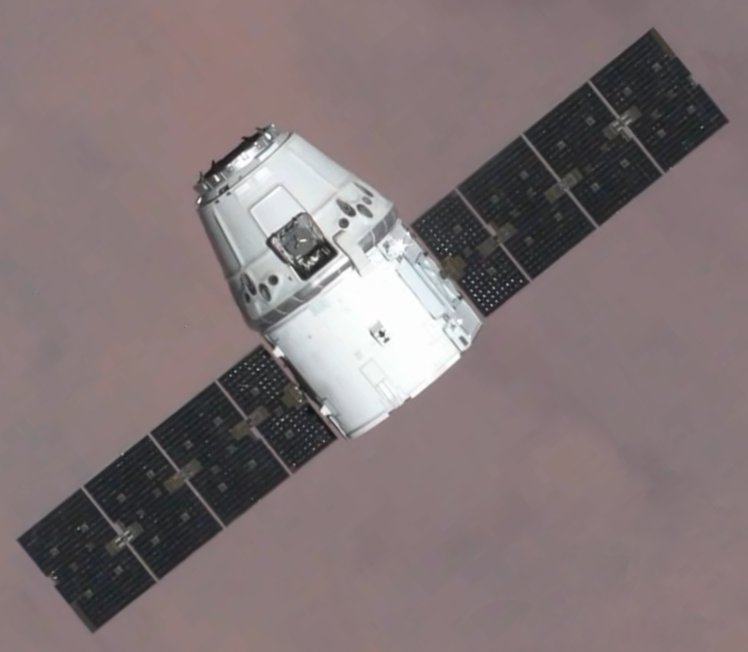
25 مايو 2012: سباسكس (مركبة الفضاء التنين) تصبح أول المركبات الفضائية التجارية في محطة الفضاء الدولية.

شملت سنة 2012 العديد من الأحداث والاكتشافات العلمية الهامة، بما في ذلك أول موعد مداري من قبل المركبات الفضائية التجارية، واكتشاف جسيم يشبه إلى حد كبير بوزون هيغز، والقضاء على داء التنينات. وانطلاق مجموعه من 72 رحلة فضاء مدارية ناجحة، كما شهد العام تطورات عديدة في مجالات مثل الروبوتات، الطباعة ثلاثية الأبعاد، وبحوث الخلايا الجذعية وعلم الوراثة. وقد تم تقديم أكثر من 540,000 طلب براءة اختراع تكنولوجية في الولايات المتحدة وحدها في عام 2012.
أعلن عام 2012 بأنه السنة الدولية للطاقة المستدامة للجميع من جانب الأمم المتحدة. كما شهد عام 2012 احتفالا بحياة وعمل عالم الرياضيات الإنجليزي، وعالم الحاسبات آلان تورنغ.

## الأحداث والاكتشافات والاختراعات

### يناير

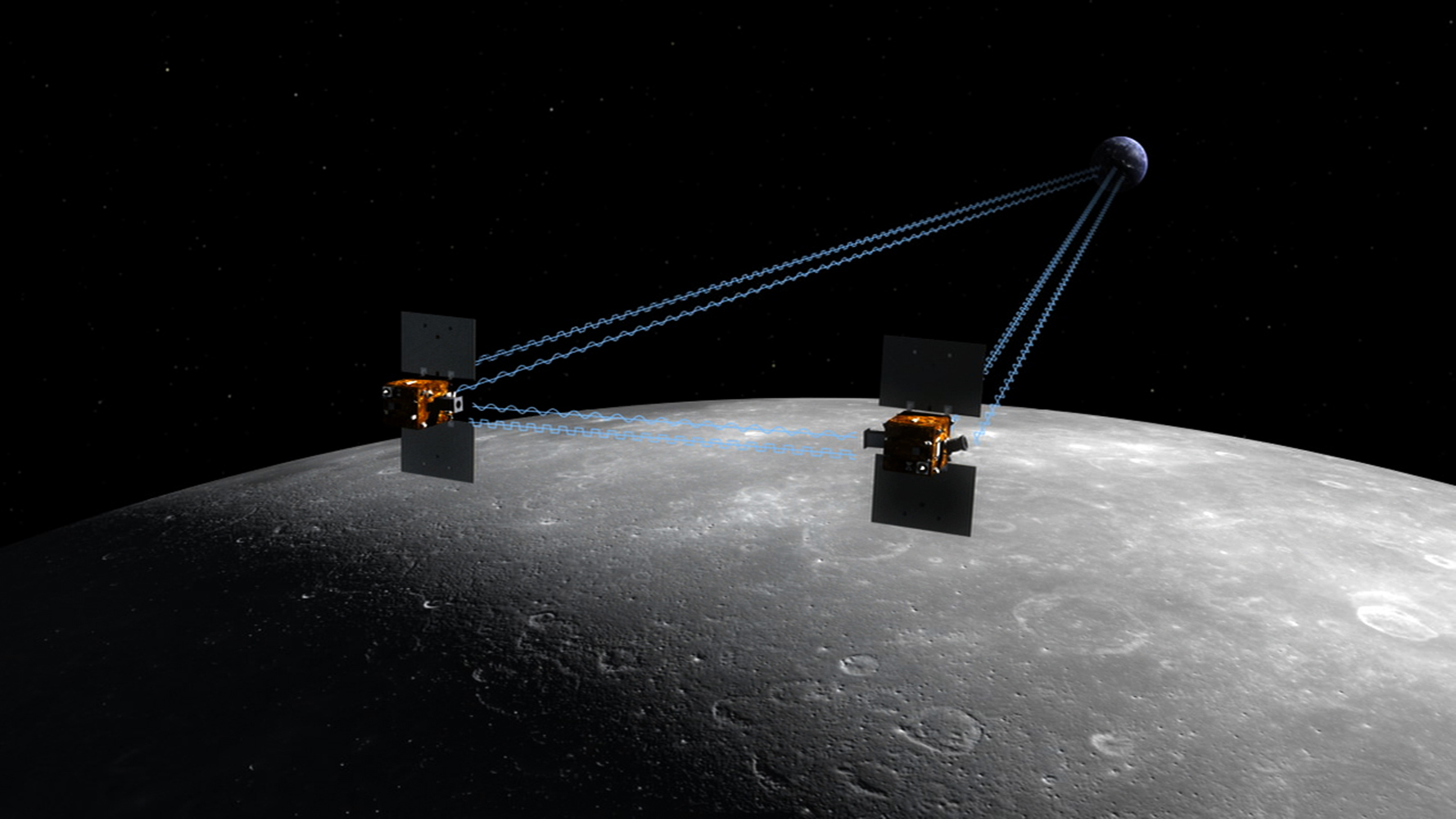
1 يناير 2012: استعادة الجاذبية والمختبر الداخلي لوكالة ناسا (GRAIL)

- 1 يناير - القمر الصناعي لوكالة ناسا لاستعادة الجاذبية والمختبر الداخلي (GRAIL-B) يدخل مدار القمر بنجاح، وينضمم إلى المركبة الفضائية التوأم GRAIL-A. حيث يتم دراسة مجال الجاذبية للقمر لمساعدة العلماء على فهم كيفية تكون القمر.[4]
- 2 كانون الثاني / يناير
  - الصين تطلق أول قناة تجارية للتلفاز ثلاثي الأبعاد، يتم إدارتها بواسطة تلفزيون الصين المركزي.[5]
  - أظهرت دراسة جديدة أن تحفيز العميق للدماغ هو تدخل آمن وفعال لعلاج الاكتئاب المقاوم للعلاج في المرضى الذين يعانون من اضطراب اكتئابي كبير أحادي القطب أو اضطراب ثنائي القطب.[6]
- 3 يناير
  - وجد أن الفئران المعدلة وراثيا أظهرت تحسين في الصحة وعاشت مرتين إلى ثلاث مرات أطول مما كان متوقعا بعد حقنها بالخلايا الجذعية.[7][8]
- 4 كانون الثاني / يناير
  - يقول علماء أمريكيون أن فصائل الذباب الطفيلية التي تجبر نحل العسل على التخلي عن خلايا النحل قد تكون مسؤولة عن اضطراب وانهيار مستعمرة النحل والذي يمكن أن يدمر خلايا النحل في جميع أنحاء العالم. تناقص عدد النحل بسرعة قد يكون له آثار خطيرة على الإنسان في مجال الزراعة.[9]
  - أنشأ علماء جامعة وايومنغ دودة قز معدلة وراثيا قادرة على إنتاج كميات كبيرة من الحرير، والتي لديها قوة الشد وتحمل أكبر من الصلب. إذا كان متوفرا بكميات كبيرة، يمكن استخدام الحرير لإنتاج خيوط طبية عالية القوة تستخدم في الخيوط الجراحية.[10]
  - قام العلماء في جامعة جنوب كاليفورنيا بتطوير طريقة لتوليد نماذج 3D دقيقة من جينوم الخلية.[11]
  - قدم الباحثون في جامعة أوكسفورد نتائج واعدة في التجارب البشرية لنموذج أولي للقاح فيرس C الكبدي.[12]
  - يستخدم العلماء في جامعة كورنيل عدسة متخصصة لإخفاء أي شئ كليا لمدة 40 تريليون جزء من الثانية عن طريق تغيير سرعة الضوء.[13]
  - تسرب وثائق سرية تعطي تفاصيل عن مجموعة من الأسلحة غير الفتاكة من قبل القوات المسلحة الأمريكية.[14]

- 5 كانون الثاني / يناير

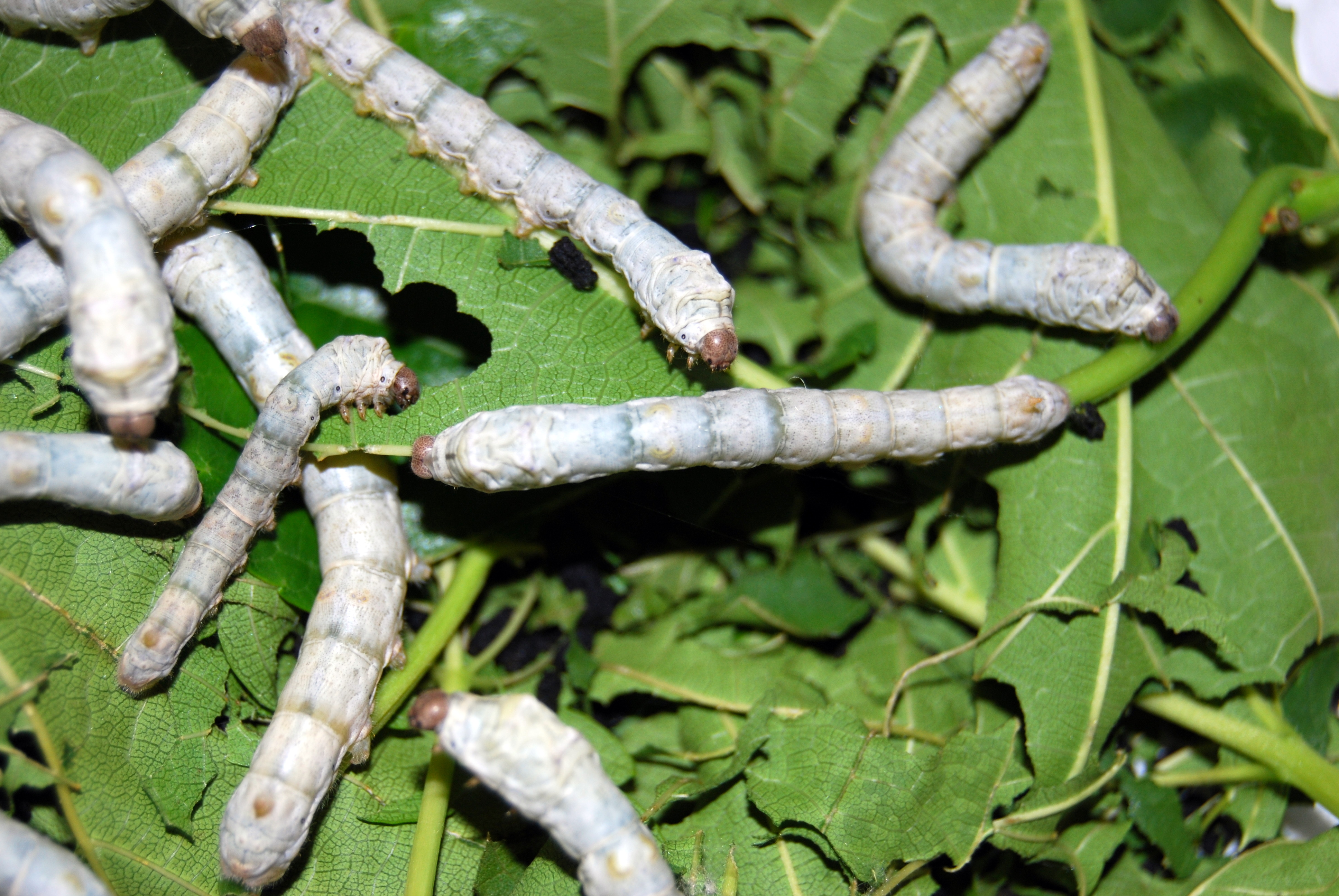
4 يناير 2012: يخلق العلماء دودة قز معدلة وراثيا قادرة على إنتاج كميات كبيرة من الحرير الفولاذي القوي.

  - ماي جيميسون، أول رائدة فضاء أفريقية أمريكية، يتم اختيارها لرئاسة مشروع 100 سنة من المركبات الفضائية تحت رعاية داربا - وناسا، والذي يهدف إلى إجراء البحث في العناصر التكنولوجية والبشرية اللازمة ل السفر بين النجوم.[15]
  - يقول علماء أمريكيون أنهم قد خلقوا أول قرد من خلايا مأخوذة من أكثر من [[جنين] مختلف.[16]
  - أفاد فريق من الباحثين الدوليين أنه يمكن إنتاج الأسلاك الكهربائية منخفضة المقاومة على مقياس نانومتر من خلال تسلسل ذرات الفوسفور معا وتغليفها في السيليكون. في المستقبل، قد تسمح هذه التقنية بإنتاج «الإلكترونيات النانوية ذات الكفاءة النانومترية».[17]
  - يعمل فريق من الباحثين الأمريكيين والفرنسيين والإيطاليين علي ترانزستور مصنوع من ألياف القطن، والجسيمات النانوية الذهبية. يمكن أن يسمح هذا الاختراع بإنشاء مجموعة من الأجهزة النسيجية الإلكترونية، بما في ذلك الملابس القادرة على قياس الملوثات، والقمصان التي تعرض معلومات دينامية، والسجاد الذي يعبر عن عدد الأشخاص الذين يعبرونه.[18]
- 6 كانون الثاني / يناير
  - قدرة الدماغ البشري على العمل يمكن أن تبدأ في التدهور في وقت مبكر عند 45 عام، وفقا لدراسة نشرت في المجلة الطبية البريطانية.[19][20]

- 9 كانون الثاني / يناير

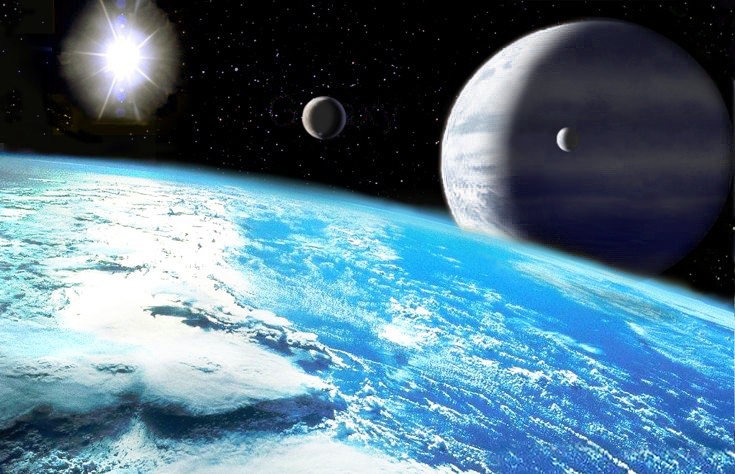
11 يناير 2012: أفاد علماء الفلك بأن كل نجم تقريبا في مجرة درب التبانة قد يستضيف كوكب من خارج المجموعة الشمسية.

  - الانبعاثات البشرية من ثاني أكسيد الكربون سوف تؤجل العصر الجليدي المقبل، وفقا لدراسة جديدة.[21]
  - يقوم الباحثون في كاليفورنيا بتطوير بلاستيك رخيص قادر على إزالة كميات كبيرة من ثاني أكسيد الكربون من الهواء. ويمكن أن تساعد المادة الجديدة على تطوير «أشجار اصطناعية» تؤدي إلى خفض تركيزات ثاني أكسيد الكربون في محاولة للحد من آثار تغير المناخ.[22]
- 10 كانون الثاني / يناير
  - معرض الالكترونيات الاستهلاكية يفتح في لاس فيغاس، ونيفادا. (BBC)
  - تغير المناخ، في شكل انخفاض تساقط الثلوج في الجبال، له تأثير كبير على المجتمعات النباتية والطيور الجبلية، من خلال زيادة قدرة الأيائل للبقاء على ارتفاعات عالية في الشتاء واستهلاك النباتات، وفقا لدراسة في تغير المناخ الطبيعي. (Science Daily) (Nat. Climate Change)
- 11 كانون الثاني / يناير
  - أفاد فريق دولي من علماء الفلك بأن كل نجم في مجرة درب التبانة قد يستضيف كوكب خارج المجموعة الشمسية، مما يشير إلى أن أكثر من 160 مليار كوكب مرتبط بنجم موجودة في مجرتنا وحدها. وقد استخدم الفريق الجاذبية الصغرى لاكتشاف الآثار الجاذبية للكواكب التي تدور حول النجوم البعيدة.(BBC) (Space.com) (Nature)
  - علماء الفلك الأمريكيون يكتشفون ثلاثة كواكب صخرية خارج المجموعة الشمسية أصغر من الأرض، أصغر هذه العوالم التي عثر عليها يدور حول نجم القزم الأحمر والذي يبعد 130 سنة ضوئية من الأرض. (Wired)(NSF)(SlashGear) (New York Times) (NASA)
  - اكتشف الباحثون هرمون طبيعي له تأثير مماثل على الأنسجة العضلية، من حيث حرق السعرات الحرارية وتعزيز القوة.(Technology Review) (Nature)
- 12 كانون الثاني / يناير
  - وصف العلماء رسميا أصغر الأنواع المعروفة في العالم من الفقاريات، بيدوفرين أمونزيس - الضفدع الذي يبلغ فقط 7 ملم في الطول. تم اكتشاف هذا النوع لأول مرة في بابوا غينيا الجديدة في عام 2009.(The Guardian) (PLoS ONE)
  - الباحث في جامعة كونيتيكت الذي درس الفوائد الصحية للريسفيراترول، وهو مركب يوجد في النبيذ الاحمر، قد عثر علي أنه يقوم بتزوير البيانات في مناسبات عديدة. (Medical News Today)

- 13 كانون الثاني / يناير

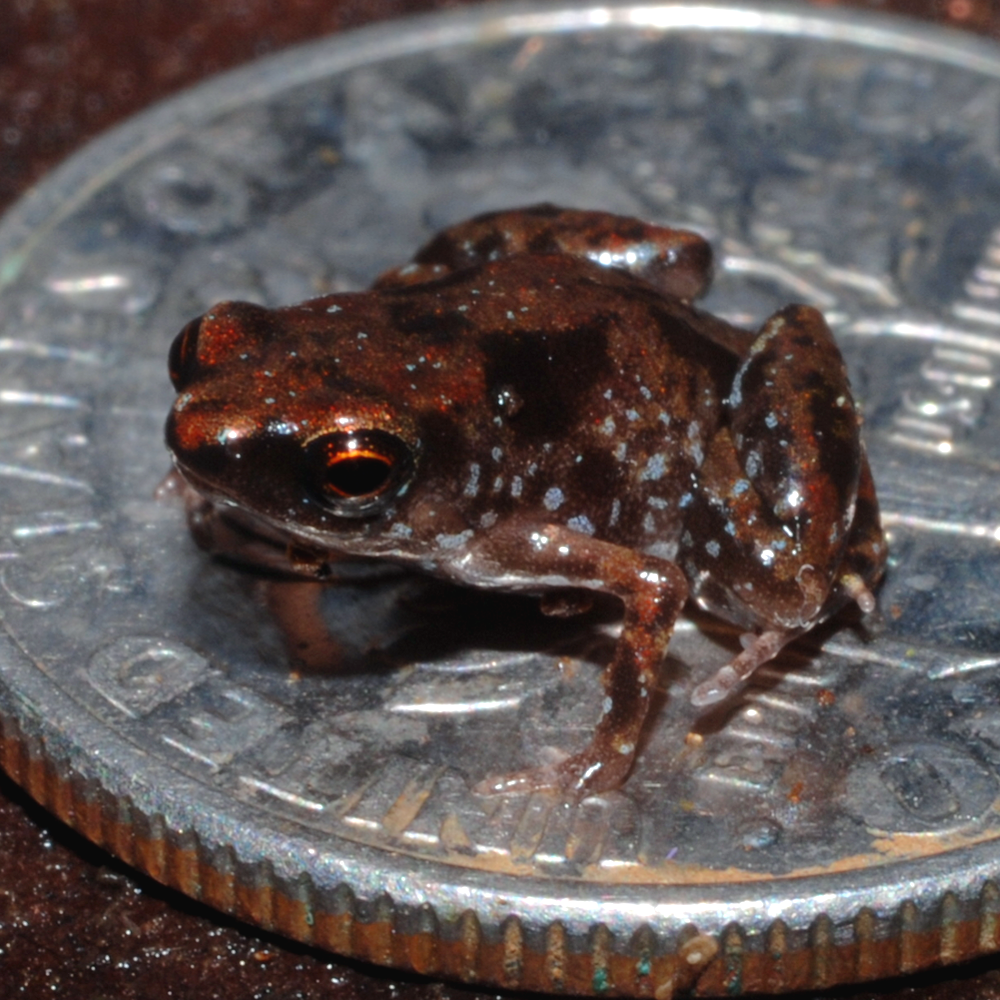
12 يناير 2012: بيدوفرين أمونزيس، أصغر الفقاريات في العالم.

  - قام الباحثون في آي بي إم بتخزين واحد بايت من البيانات في مجموعة من 12 ذرة من الحديد المجمد؛ (القرص الصلب يتطلب أكثر من مليون ذرة لتخزين جزء واحد من البيانات. وقد يسمح هذا الاختراق، الذي تم تحقيقه باستخدام مجهر مسح نفقي بإنتاج جهاز كمبيوتر عالي الكثافة في المستقبل. (BBC) (E-Commerce Times)
  - نجح العلماء الألمان في تحويل كرة من الذهب قطرها 60 نانومتر فقط إلى جهاز استماع فائق الحساسية، مما يسمح لأصوات من البكتيريا وغيرها من الكائنات الحية وحيد الخلية أن يتم تسجيلها.(New Scientist) (Phys Rev. Lett.)
- 14 يناير / كانون الثاني
  - قام الباحثون في جامعة كامبريدج بإصلاح غشاء المايلين في الفئران المصابة بالتصلب المتعدد عن طريق حقن دم الفئران الأصغر سنا، وإعادة تنشيط الخلايا الجذعية في الفئران الأكبر سنا.(New Scientist) (Cell Stem Cell)
- 15 يناير / كانون الثاني - دخلت المركبة الفضائية فوبوس-غرانت الغلاف الجوي للأرض، بعد الإطلاق في نوفمبر / تشرين الثاني 2011 (BBC) (The Guardian)
- 18 كانون الثاني / يناير
  - اكتشف علماء الفلك أبعد مجرة قزمة، والتي تبعد ما يقرب من 10 مليارات سنة ضوئية بعيدا عن الأرض.(Christian Science Monitor) (Nature)
  - اكتشف عالم الفلك البريطاني كوكب نيبتون جديد - كوكب خارج المجموعة الشمسية، بعد أيام قليلة من برنامج علي قناة بي بي سي  ستارغزينغ ليف  والذ ينادي العامة للتطوع لمساعدة العلماء في البحث واستكشاف الكواكب الخارجية.(BBC)
  - علماء الآثار يجدون نبات أحفوري، اطلقوا عليهه رسميا سيفوسوكتوم غريغاريوم، في السلسلة 3 (الكامبري) طفل بورغيس في صخور كندا. ويقال إن المخلوق الذي يبلغ طوله 20 سنتيمترا يمتلك نظاما فريدا في التغذية.(Science Daily) (PLoS ONE)(Technology Review) (Nano Lett.)
- 19 كانون الثاني / يناير
  - يطور الباحثون النمساويون كمبيوتر قادر على إجراء العمليات الحسابية دون الكشف عن أي من البيانات المعنية، باستخدام سلاسل مشفرة من الفوتونات مصممة لتظهر بشكل عشوائي.(New Scientist) (Science)
  - تظهر بيانات وكالة ناسا أنه في عام 2011، ارتفعت درجات الحرارة في القطب الشمالي إلى أبعد من الرقم الذي تم رصده في عام 2010 - وهو رقم قياسي جديد.(Skeptical Science)
- 20 يناير / كانون الثاني
  - علماء الفيروسات يوافقون على توقف مؤقت عن التجارب على فيروس إتش 5 إن 1، وذلك بسبب المخاوف من إمكانية استخدام سلالة من الفيروس المميت جوا بواسطة الإرهاب البيولوجي. (New Scientist) (Science)
- 22 كانون الثاني / يناير
  - يقول باحثون أمريكيون إن الجسيمات النانوية يمكن هندستها بنجاح لتقليد جزء من جهاز المناعة للجسم، وتحسين استجابته لللقاحات. (BBC) (Nat. Mater.)
  - استنتج فريق دولي من العلماء إلى أن انبعاثات ثاني أكسيد الكربون خلال ال 100 إلى 200 سنة الماضية قد أثارت حموضة في المحيطات والتي تتجاوز بكثير نطاق الاختلافات الطبيعية. (Science Daily) (Nat. Climate Change) (Science Daily) (J. Investig. Dermatol.)

- 23 كانون الثاني / يناير

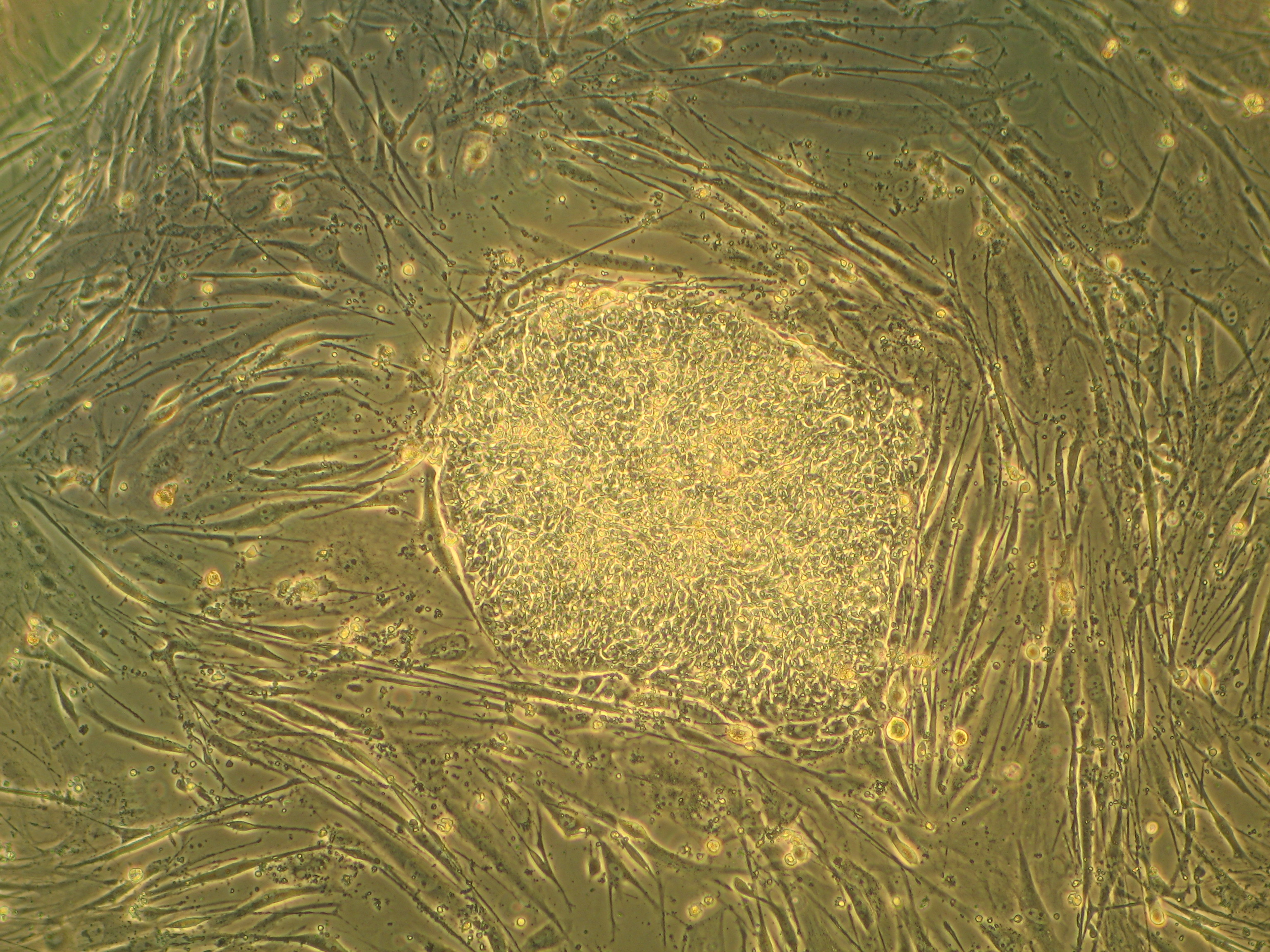
23 يناير 2012: العلاج بالخلايا الجذعية يستخدم بنجاح لتخفيف أعراض العمى في المتطوعين.

  - علماء من كوريا الجنوبية يطورون شاشة يمكنها التعرف على وجود وتركيز جزيئات الحمض النووي حمض نووي ريبوزي منقوص الأكسجين الموضوعة عليها. يمكن أن يسمح الاختراع بتطوير الهواتف الذكية مع القدرة على تشخيص الحالات الطبية للمستخدمين. (ABC) (Angew. Chem. Int. Ed. Engl.)
  - ذا لانسيت تنشر تقارير أن التجربة الطبية البشرية علي الخلايا الجذعية الجنينية نجحت بشكل كبير في تخفيف مرض العمى في اثنين من المتطوعين، ولم تظهر أي علامات على أي آثار ضارة. (Medical Xpress) (The Lancet)

أعطت الفحوص الدماغية لبعض المرضي تحت تأثير سيلوسيبين، العنصر النشط في الفطر السحري، صورة أكثر تفصيلا حتى الآن عن كيفية عمل الأدوية المخدرة.
(Imperial College London) (PNAS) Brit. J. Psychiatry
- - يظهر العلماء أن أشعة تيراهيرتز بعرض 100 نانومتر أصغر 30,000 مرة من أصغر هوائي سابق. ويمكن أن يسمح الاختراع بإنتاج أجهزة خفيفة الوزن محمولة باليد قادرة على إجراء مسح دقيق للقنابل والمواد الكيميائية وحتى الأورام تحت الجلد. (ExtremeTech) (PopSci) (Nat. Photon.)
- 24 كانون الثاني / يناير
  - ضرب الأرض من قبل أكبر العاصفة الشمسية منذ عام 2005. (BBC)
  - تم اكتشاف عش لبيض الديناصورات يبلغ عمره 100 مليون سنة أقدم من أقدم موقع سابق، حيث وجد في جنوب أفريقيا. وتنتمي الحفريات الي فصيلة طويل الفقار. (BBC) (PNAS)
- 25 يناير
  - يقول علماء جامعة واشنطن أن حقن جزيئات الكبريتات في طبقة الستراتوسفير لن يعوض تماما تغير المناخ. (Science Daily) (J. Climate)
  - وجدت دراسة في اليابان أن الشاي الأخضر يمكن أن يقلل بشكل كبير من العجز لدى كبار السن، ويرجع ذلك على الأرجح إلى المحتوى الكبير من مضادات الأكسدة. (MedicalXpress) (Am. J. Clin. Nutr.)
- 26 يناير
  - نجح الباحثون الأمريكيون في اخفاء جسم ثلاثي الأبعاد بواسطة "عباءة الخفي"، وجعله غير مرئي من جميع الزوايا.(BBC) (N. J. Phys.)

- 27 كانون الثاني / يناير

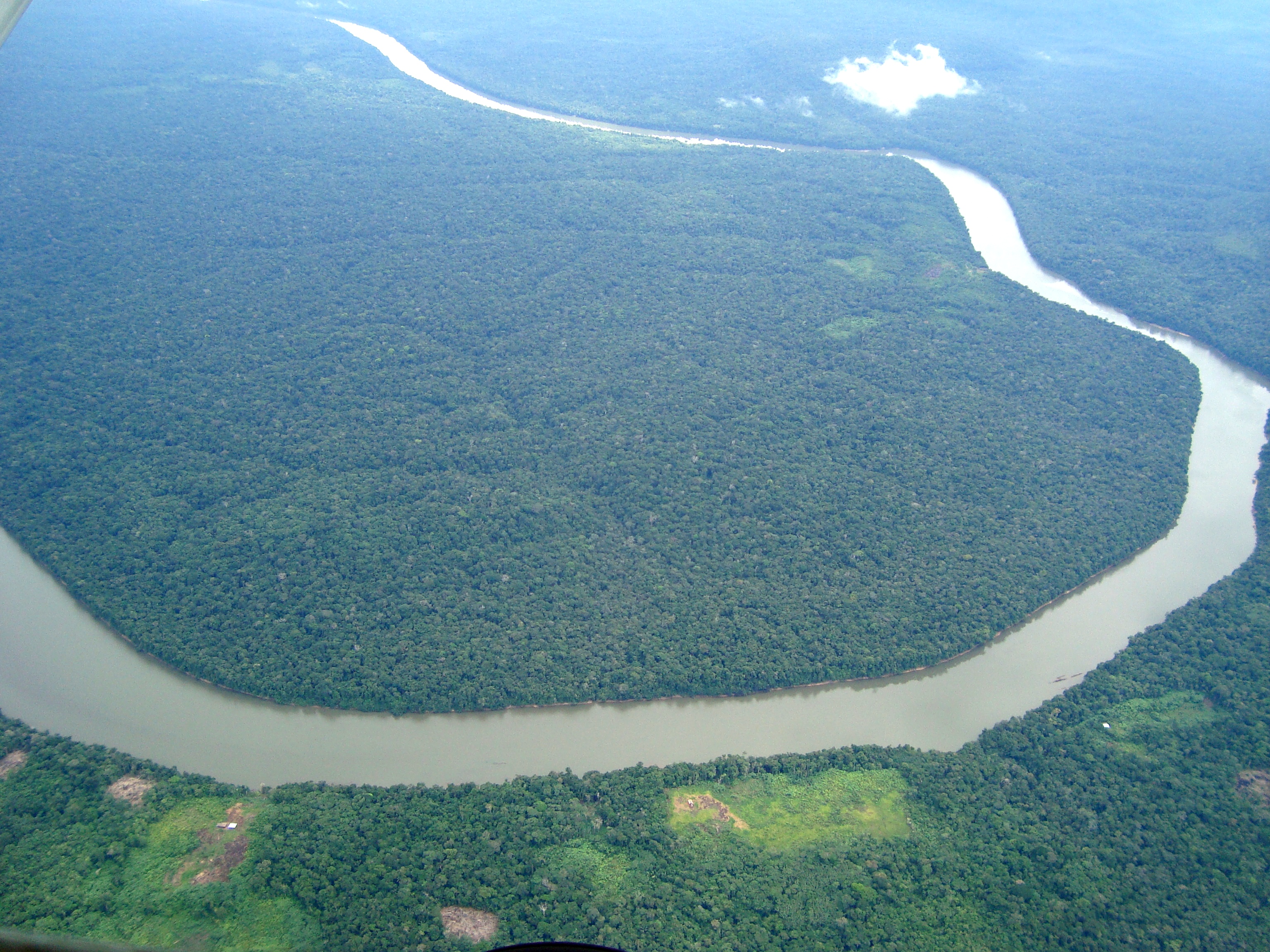
27 يناير 2012: باستخدام نظام الليدار، أنتج العلماء أكثر صورة تفصيلية ثلاثية الأبعاد لغابات الأمازون المطيرة

  - أفاد فريق دولي من العلماء أن الجرافين، المعروف بخصائصه الموصلة، بأنه له القدرة أيضا تنقية الغازات والسوائل. وبالتالي يمكن أن يستخدم في التقطير وتنقية المياه. (BBC) (The Register) (Science) (MedicalXpress) (Carcinogenesis)
  - باستخدام نظام الليدار، أنتج العلماء أكثر صورة تفصيلية ثلاثية الأبعاد لغابات الأمازون المطيرة.(The Guardian)

(BBC) (NASA)
- - أنشأ فنان رسوم متحركة بريطاني طريقة جديدة خوارزمية لخلق أشجار واقعية للغاية، مما يسمح للأفلام وألعاب الفيديو لعرض أوراق الشجر بصورة 3D واقعية. (New Scientist) (ACM Trans. Graph.)
- 29 January
  - باستخدام الخلايا الجذعية الناتجة عن مرضى الفصام والاكتئاب ثنائي القطب وغيرها من الأمراض العقلية، فإن العلماء في جامعة إدنبرة قاموا بتخليق الخلايا العصبية مع أنسجة من المخ مطابقة وراثيا لدماغ الشخص. وقد يسمح هذا الاختراق باختبار العلاجات الجديدة للأمراض العقلية بدقة دون التعرض للخطر.(The Guardian)
- 30 كانون الثاني / يناير
  - يحذر تقرير الأمم المتحدة من أن الوقت ينفد لضمان توافر ما يكفي من الغذاء والماء والطاقة لنظراً للارتفاع السريع في تعداد السكان في العالم. وبحلول عام 2030، سيحتاج العالم اضافياً إلى ما لا يقل عن 50 في المائة من الأغذية، و 45 في المئة من الطاقة، و 30 في المئة من المياه، وفقا للتقديرات. (Reuters) (UN) (LiveScience) (Am. J. Primatol.)
  - بدأت البحرية الملكية البريطانية في تطوير نظام مضاد للدفاع الصاروخي، قادر على اعتراض وتدمير الصواريخ الأسرع من الصوت. ومن المرجح أن يدخل النظام الخدمة بحلول عام 2017.(BBC)
  - يقول باحثون أمريكيون إن الموجات فوق الصوتية يمكن استخدامها بشكل فعال لقتل الحيوانات المنوية، والذي من المحتمل أن يوفر طريقة جديدة لمنع الحمل. (HealthcareGlobal) (Reprod. Biol. Endocrinol.)
  - الأوزون الناتج من التلوث البشري (تلوث الهواء) في أمريكا الشمالية يؤدي إلى خسارة سنوية قدرها 1.2 مليون طن من [القمح]] في أوروبا وحدها، وفقا لدراسة نشرت من قبل الجامعات البريطانية. (PhysOrg) (Biogeosciences)
  - تقول دراسة أجرتها وكالة ناسا إن التغيرات في النشاط الشمسي لا يمكن أن تكون مسؤولة عن الفترة الحالية من الاحتباس الحراري. حيث انخفض إجمالي الإشعاع الشمسي في السنوات الأخيرة إلى أدنى المستويات المسجلة خلال عصر الأقمار الصناعية. (ScienceDaily) (Atmos. Chem. Phys.)

وفقاً لالدراسات الوراثية، فإن الإنسان المعاصر يبدو أنه قد نتج من تزاوج «مجموعتين على الأقل» من البشر القدامى: نياندرتال ودينيسوفان. (New York Times) (Nature)
- 31 كانون الثاني / يناير

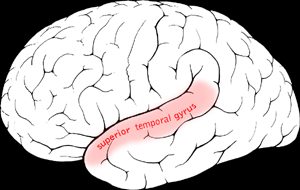
31 يناير 2012: علماء أمريكيون نجحوا في إيجاد طريقة لقراءة الأفكار من خلال دراسة النشاط في الدماغ البشري في التلفيف الصدغي العلوي، المسئول عن المعالجة اللغوية.

  - علماء أمريكيون نجحوا في إيجاد طريقة لقراءة الأفكار من خلال دراسة النشاط في الدماغ البشري في التلفيف الصدغي العلوي، المسئول عن المعالجة اللغوية.(The Telegraph) (BBC) (PLoS Biol.) (The Inquirer)
  - بحيرة بويانغ، أكبر بحيرة للمياه العذبة في الصين، نضبت تماما تقريبا بسبب مزيج من الجفاف الشديد وأثر بناء سد الممرات الثلاثة الذي تم بناؤه مؤخرا.(The Guardian)

### فبراير
- 1 شباط / فبراير

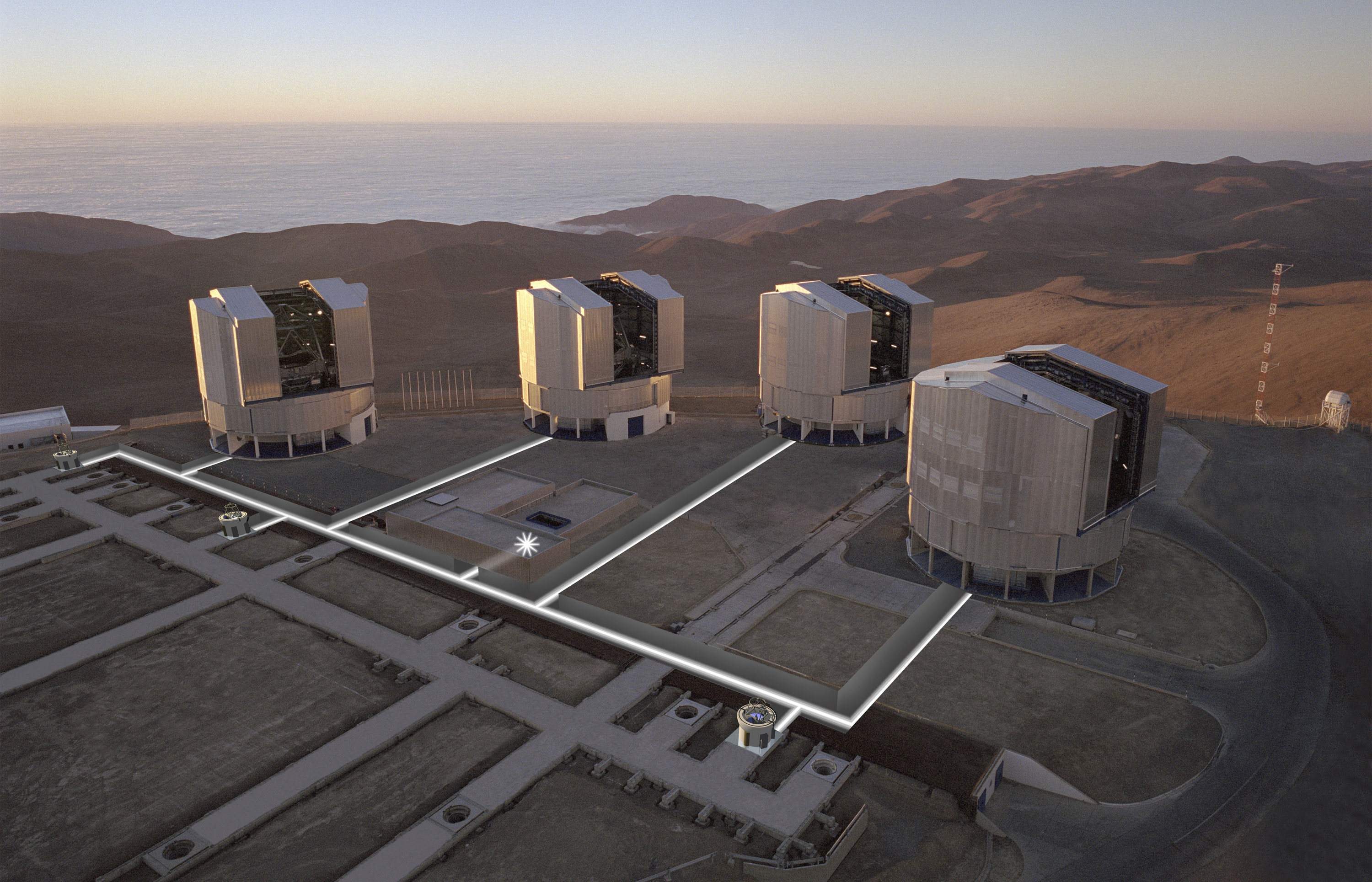
3 شباط / فبراير 2012: تليسكوب كبير جدا في شمال شيلي.

  - يقول الباحثون إن ادلاع البراكين يمكن التنبؤ به قبل عدة عقود من وقوع الحدث من خلال الكشف عن العلامات الزلزالية والكيميائية. (BBC) (Nature)
- 2 شباط / فبراير
  - تصدر المفوضية الأوروبية عقدا بقيمة 225 مليون يورو (330 مليون دولار أمريكي) إلى اتحاد أنجلو ألماني للحصول علي ثمان أقمار صناعية إضافية لتوسيع نظام ملاحة.(BBC)
  - علماء الفلك يصدرون تقريراً عن اكتشاف كوكب خارج المجموعة الشمسية يدور داخل منطقة صالحة للسكن، يبعد 22 سنة ضوئية عن الأرض. هذا هو رابع كوكب خارج المجموعة الشمسية يمكن أن يحتوي على حياة منذ مايو 2011.(San Francisco Chronicle)
  - اخترع الباحثون أنحف جزء في العالم من الزجاج، ورقة من السيليكون والأكسجين بعرض ثلاث ذرات فقط.(ScienceMag) (Nano Lett.)
- 3 شباط / فبراير
  - أطلق المرصد الجنوبي الأوروبي تليسكوباً كبيراً جداً (VLT) عن طريق ربط أربعة تليسكوبات بصرية تعمل كجهاز واحد. حيث يعد هو أكبر تلسكوب بصري تم إنشاؤه إلي الآن. (BBC)
  - علماء الفيزياء في ألمانيا في معهد ماكس بلانك كشفوا الغطاء عن المجهر الذي يمكنه أن يصور خلايا الدماغ الحية وهي تعمل داخل حيوان حي. (PhysOrg) (Science)
  - تمكن علماء أمريكيون من إجراء طبي يمكن أن يسمح للمرضى الذين يعانون من تلف الأعصاب بالتعافي في غضون أسابيع، بدلا من أشهر أو سنوات. يستخدم هذا الإجراء آلية خلوية مماثلة لتلك التي تقوم بإصلاح الأعصاب في اللافقاريات. (Science Daily) (J. Neurosci Res.)(Space.com) (CNET) (NASA)
  - الباحثون في معهد ماساتشوستس للتكنولوجيا يطورون بلورة ضوئية ذات درجة حرارة عالية قادرة على تحويل الحرارة بكفاءة إلى طاقة كهربائية، مما يسمح بإنشاء جهاز بحجم الجيب له عشرة أضعاف كفاءة وعمر البطاريات التجارية الحالية. وبما أن البلورات الضوئية هي بالفعل تكنولوجيا ناضجة نسبيا، يمكن تسويق الاختراع الجديد في أقل من عامين. (ExtremeTech)
  - ذا لانسيت أصدرت تقارير تفيد بأن الوفيات العالمية من الملاريا قد تكون غير صحيحة ومقلل من شأنها، وأعطت بيانات بأن عدد الوفيات الناجمة عن الملاريا في 2010 تقدر بـ1.24 مليون. وعلى النقيض من ذلك، فإن منظمة الصحة العالمية قدرت العدد بـ655،000 شخص فقط. (BBC) (The Lancet)
- 4 شباط / فبراير
  - الأطباء الهولنديين ينجحون في تركيب فك اصطناعي مصنوع باستخدام طابعة ثلاثية الأبعاد لامرأة تبلغ من العمر 83 عاما. وهذه العملية هي الأولى من نوعها، والتي يمكن أن تبشر بعصر جديد من عمليات الزرع الصناعية الدقيقة المصممة خصيصا للمرضى.(BBC) (Universe Today)

(BBC)
(Reuters)
- 6 شباط / فبراير

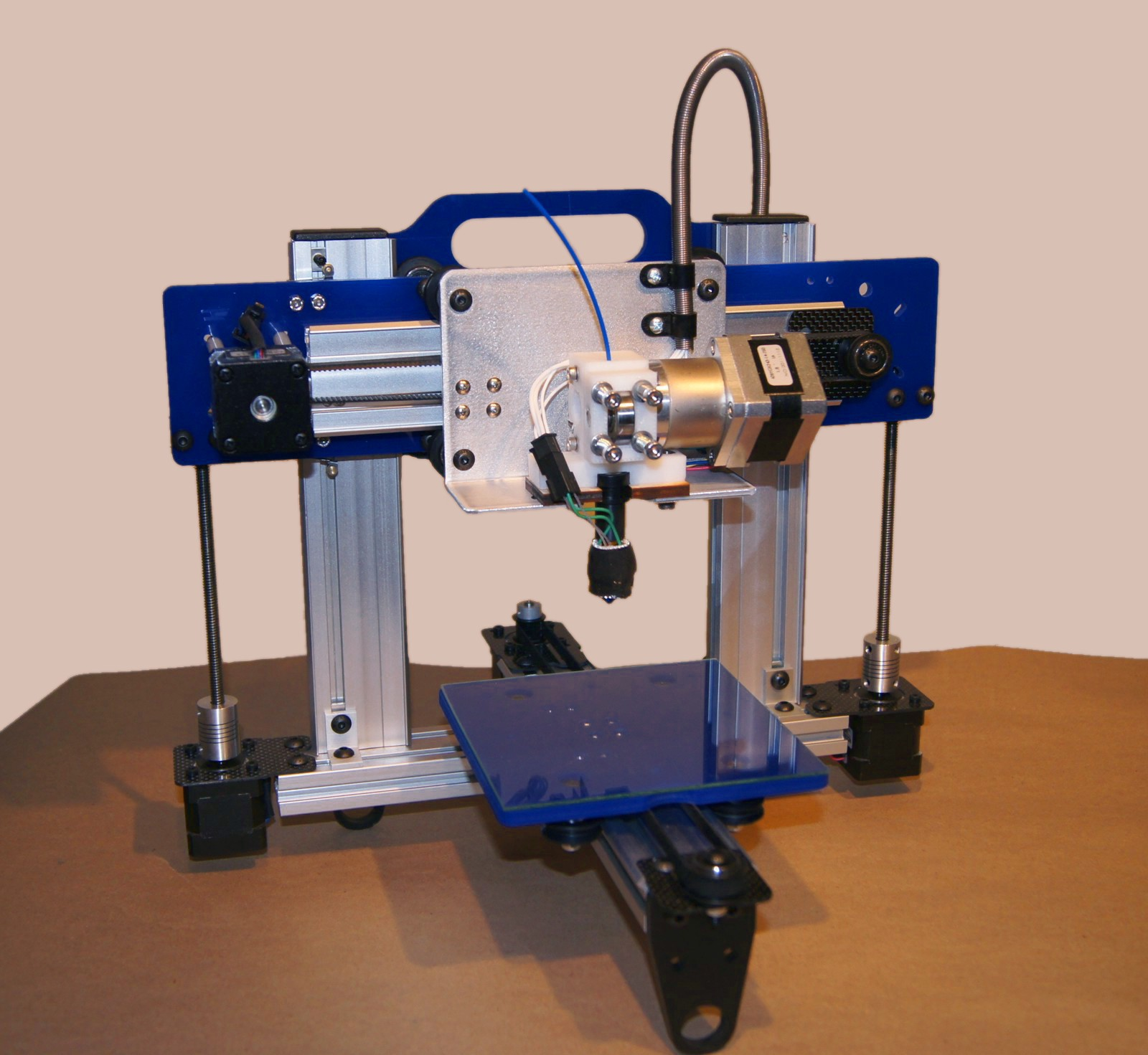
4 فبراير 2012: الفك الاصطناعي الأول بتقنية الطباعة ثلاثية الأبعاد

  - بعد ما يقرب من 20 عاما من الحفر المتقطع، نجح العلماء الروس في الحفر خلال سطح الأرض واكتشاف بحيرة فوستوك، تحت جليد أنتاركتيكا. البحيرة، التي لم يتم الكشف عنها لأكثر من 15 مليون سنة، قد تؤوي نظام بيئي لعصر ما قبل التاريخ.

(ExtemeTech) (Appl. Phys. Lett.) (The Guardian) (The Washington Post)
- 7 شباط / فبراير
  - يقول العلماء إن الانخفاض السريع في بعض الأنواع البريطانية والأوروبية من الدعسوقيات ينجم عن انتشار الأنواع الغازية من هارمونيا أكسيريديس. (BBC) (Divers. Distrib.)(PhysOrg) (WCS)
- 8 شباط / فبراير
  - تكشف بيانات وكالة ناسا أن إجمالي الجليد الأرضي المفقود من غرينلاند وأنتاركتيكا بين عامي 2003 و 2010 بلغ حوالي 4.3 تريليون طن (1000 ميل مكعب)، مضيفاً حوالي (12 ملم) إلى مستويات سطح البحر العالمية. مثل هذه الكمية من الجليد ستكون كافية لتغطية الولايات المتحدة بأكملها إلى عمق 1.5 قدم. (NASA/JPL)
- 9 شباط / فبراير
  - اكتشف الباحثون في جامعة كيس وسترن ريسرف أن البيكساروتين، وهو دواء يستخدم عادة لعلاج سرطان الجلد، يمكن أن يعكس بسرعة أعراض مرض الزهايمر في الفئران، ويزيل أكثر من 50٪ من علامات مرض الأميلويد من الدماغ في غضون 72 ساعة. (CNN) (Science)
- 10 شباط / فبراير
  - أصدر العلماء في جامعة كاليفورنيا (سان دييغو) تقريراً عن إنشاء أصغر وحدة لليزر، بعرض 200 نانومتر فقط. يمكن استخدام هذه التقنية ذات الكفاءة العالية لتطوير الكمبيوتر البصري وأنظمة التصوير فائقة الدقة. (PopSci) (Nature)
- 13 شباط / فبراير
  - يحذر تقرير جديد للأمم المتحدة من أن 24 في المائة من مساحة الأراضي العالمية قد انخفضت في قدرتها الإنتاجية على مدى السنوات ال 25 الماضية بسبب الاستخدام غير المستدام للأراضي، وأن معدلات تآكل التربة قد زادت بنحو 100 مرة عن قدرة الطبيعة علي التجديد. (UPI) (UNEP)(The Telegraph)
- 14 شباط / فبراير
  - في تجربة إنسانية رائدة، يقول علماء أمريكيون أنه يمكن إصلاح أنسجة القلب المتضررة في النوبات القلبيةعن طريق الخلايا الجذعية.(BBC) (The Lancet)

- 15 شباط / فبراير

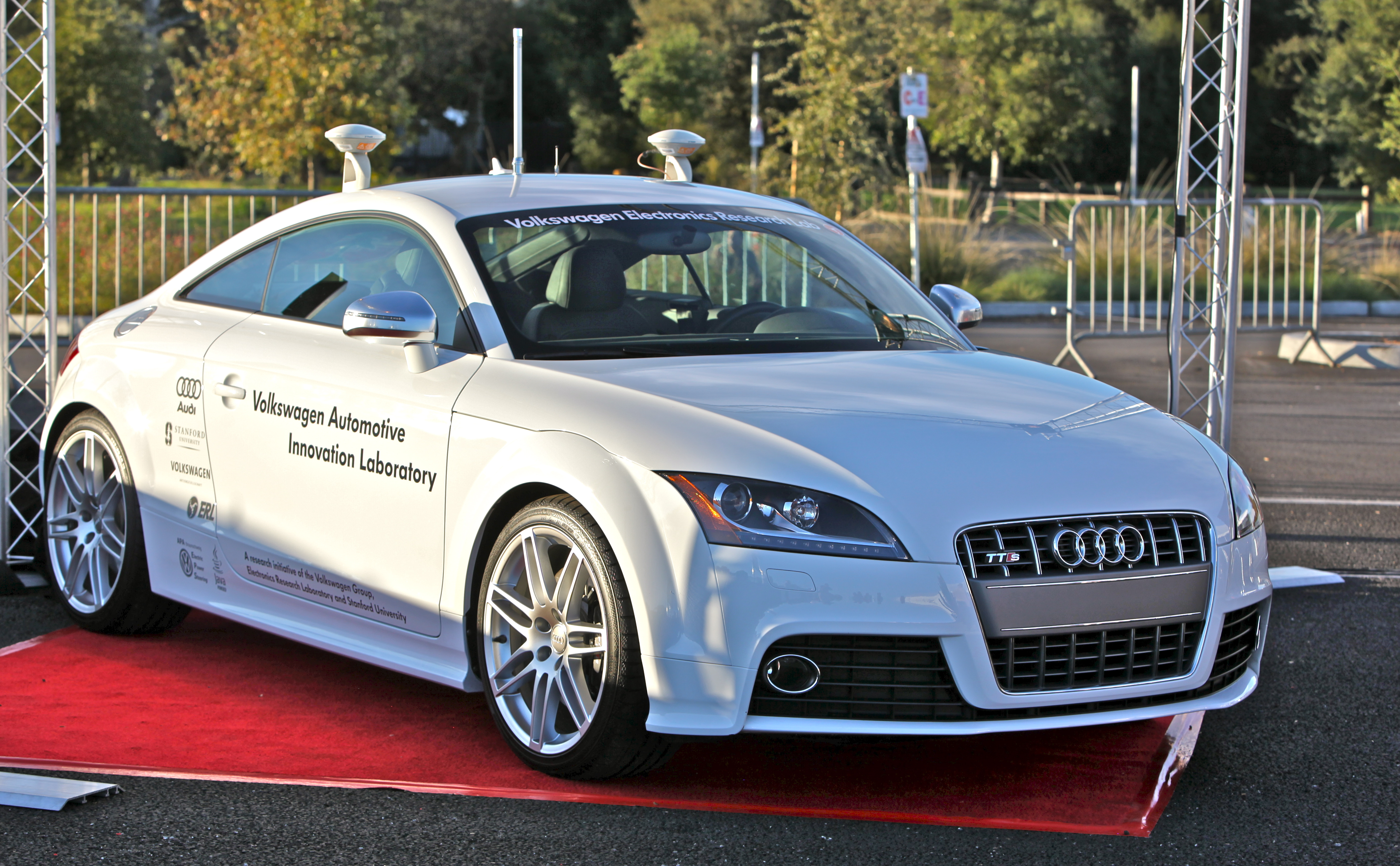
15 فبراير 2012: نيفادا تصبح أول ولاية أمريكية تصدر لوائح رسمية للاختبار العام للسيارات المستقلة.

  - نيفادا تصبح أول ولاية أمريكية تسمح باختبار السيارات ذاتية الحكم على الطرق العامة الأمريكية. (DMV)
- 16 شباط / فبراير
  - وفقا للباحثين في الولايات المتحدة، فإن سرعة المشي في شخص ما قد تتنبأ باحتمالية تطور الخرف في وقت لاحق من الحياة. (BBC) (Neurology)
- 20 شباط / فبراير
  - اكتشف العلماء بقايا عمرها 32,000 سنة من كاسيات البذور، وهذا يتجاوز الرقم القياسي السابق وهو 2000 سنة لأقدم المواد المستخدمة لتجديد النبات. (Discovery News) (PNAS)
- 22 شباط / فبراير
  - أطال العلماء حياة الفئران الذكور بنسبة 15٪، وذلك باستخدام بعض الإنزيمات.(KurzweilAI) (Nature)(Science Daily) (Stanford)(Space.com) (NASA)(ZME Science)(Nature)
- 24 شباط / فبراير

أوضح الباحثون البريطانيون الإيطاليون طابعة عملاقة ثلاثية الأبعاد قادرة على بناء منزل كامل الحجم في جلسة واحدة على مدار 24 ساعة. (Gizmag)
- 26 شباط / فبراير
  - ينشر الباحثون الصور الأولى لتوزيع الشحنة في جزيء واحد، ويظهر بدقة حركة الإلكترونات. ويبدو أن التوزيع الملاحظ يتطابق بشكل وثيق مع النماذج التنبؤية. (BBC) (Nat. Nanotechnol.)

(BBC) (Nat. Med.)
- 27 شباط / فبراير
  - تم اكتشاف بقايا نوعين جديدين من بطاريق عصور ما قبل التاريخ، كايروكو غريبنيفيوكايروكو ويتاكي. (Discovery) (J. Vertebr. Paleontol.)
- 28 شباط / فبراير
  - آي بي إم يعلن عن تطور غير مسبوق في الحاسوب الكمومي، في شكل بت كمومي وهي رقاقة صغيرة يمكن أن تحافظ على الحالات الكمومية بقدرة تصل إلى أربع مرات أطول من التصاميم السابقة. (IBM) (KurzweilAI)

(Telegraph) (Biol. Lett.)

### مارس
- 1 آذار / مارس

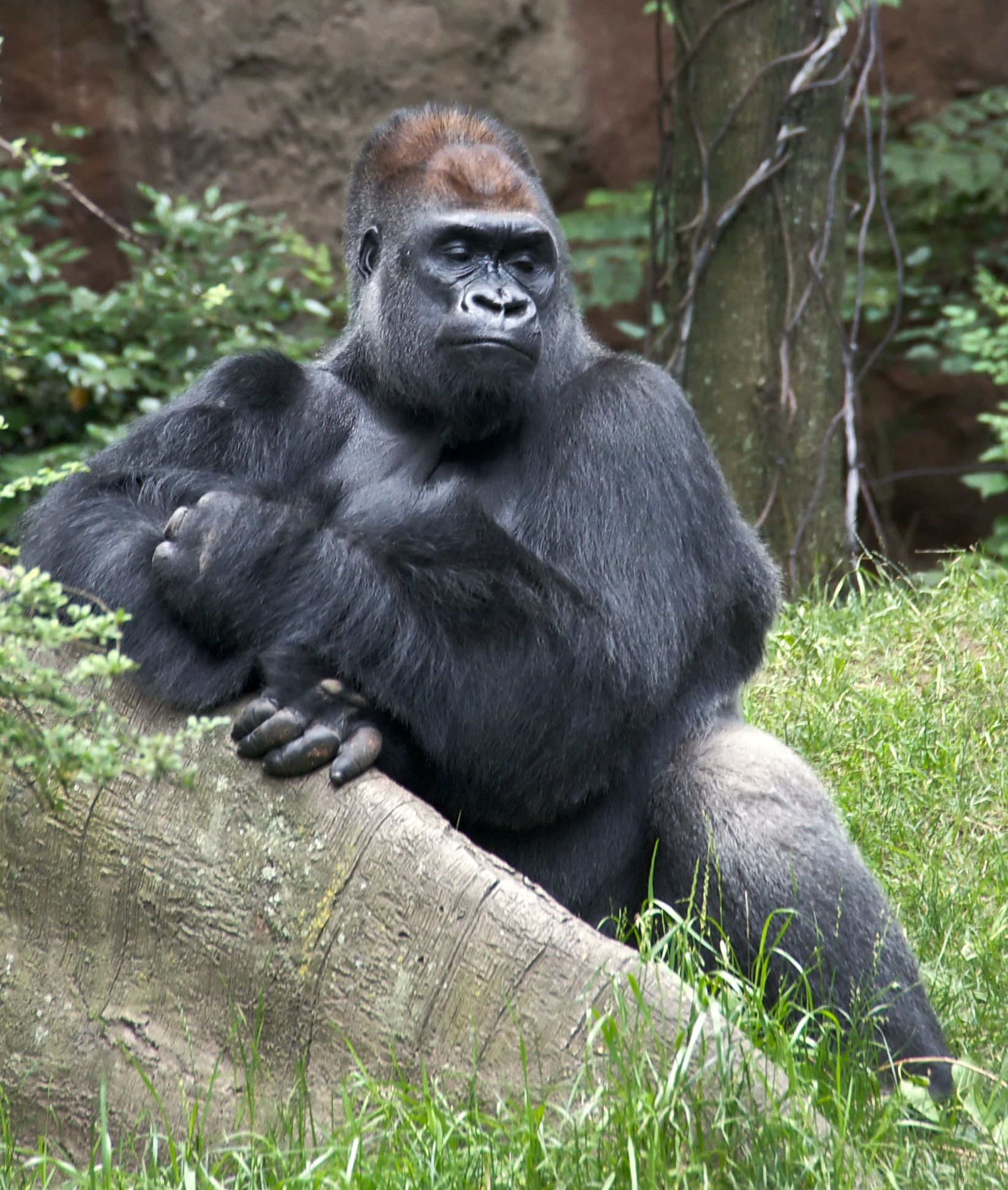
7 مارس 2012: العلماء يدرسون الجينوم في الغوريلا الغربية.

  - اكتشف بعض الباحثون أن محيطات الأرض قد تكون أصبحت أكثر حمضية بمعدل أسرع من أي وقت مضى خلال ال 300 مليون سنة الماضية. (MSNBC) (Science)
- 2 آذار / مارس
  - المضادات الحيوية الرخيصة التي تستخدم عادة لعلاج حب الشباب يمكن أن تخفف من أعراض الفصام، ويتم إجراء دراسة رئيسية للتأكيد. (Daily Mail)(BBC)

(Reuters) (Am. J. Clin. Nutr.)
- 5 آذار / مارس
  - وجدت دراسة ارتباط بين الشخير في الطفل ومشاكل السلوك في وقت لاحق في مرحلة الطفولة. (BBC) (Pediatrics)
- 7 آذار / مارس
  - نجح العلماء في فك شفرة الجينوم في الغوريلا، آخر ما تبقي من فصيلة القردة العليا. (BBC) (Nature)(New York Times) (Interactions.org)
- 8 آذار / مارس
  - تقترح إحدى الدراسات أن الخلايا الجذعية قد تمنع رفض الأعضاء في حالات زرع الأعضاء. (Los Angeles Times) (Sci. Transl. Med.)(Science Magazine) (Phys. Rev. Lett.)
- 9 آذار / مارس
  - يعلن باحثون أمريكيون عن بحث غير مسبوق في علاج الإيدز، باستخدام دواء سرطان لمهاجمة فيروس نقص المناعة البشرية داخل نظام المناعة. (Bloomberg) (AIDS2012)
- 12 آذار / مارس
  - الباحثون في جامعة فيينا للتكنولوجيا يطورون طابعة ثلاثية الأبعاد يمكنها الطباعة على نطاق النانو وبسرعة أكبر من الأجهزة السابقة. (Science Daily)
  - يمكن أن يقلل النظام الغذائي الغني باللحمة الحمراء من العمر المتوقع للشخص من خلال زيادة خطر الموت من السرطان ومشاكل في القلب، وفقا لدراسة أجريت على أكثر من 120,000 شخص من قبل الباحثين في كلية الطب بجامعة هارفارد. وقالت الدراسة إن استبدال اللحوم الحمراء بالأسماك والدجاج أو المكسرات يخفض من نسبة حدوث هذه المخاطر. (BBC) (Arch. Intern. Med.)
- 13 آذار / مارس
  - قامت شركة مقرها كاليفورنيا بتطوير نوع من الألواح الشمسية، والتي هي رخيصة بما فيه الكفاية لتحدي الوقود الأحفوري. (Extreme Tech)
  - حدد العلماء دواء محتملا يسرع عملية إزالة بقاسا الأيض الغذائي من مركز إعادة تدوير الخلايا، والتي هي أحد أسباب الشيخوخة والأمراض التنكسية. (Medical Xpress) (Nat. Commun.)

- 14 آذار / مارس

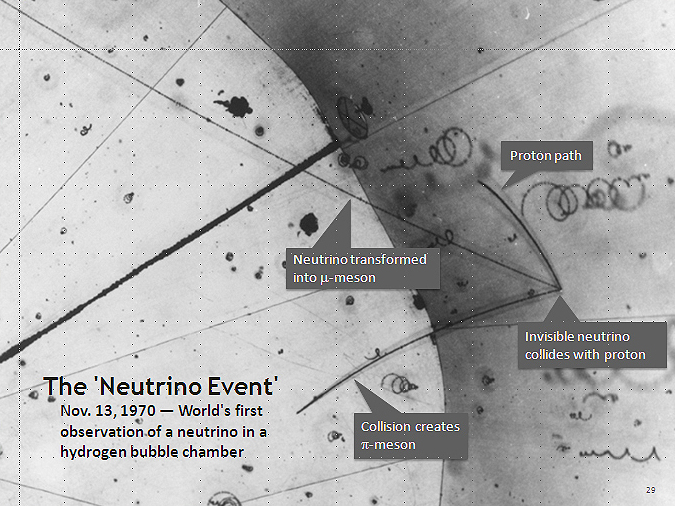

  - أظهرت أنواع من الذباب، ظلت في ظلام دامس لمدة 57 عاما (1400 جيل)، تغييرات جينية حدثت نتيجة للظروف البيئية، وقدمت أدلة واضحة على التطور. (Discover Magazine) (PLoS ONE)(The Telegraph)
  - أصبحت السواحل الأميركية أكثر عرضة لارتفاع مستوى سطح البحر مما كان يعتقد سابقا، وفقا لزوج من الدراسات الجديدة. ويمكن أن يتأثر ما يصل إلى 32٪ من العقارات بارتفاع متر واحد فقط في مستوى سطح البحر، في حين أن السكان المعرضين لارتفاع المياه أعلى بنسبة 87٪ مما كان مقدرا من قبل. (Christian Science Monitor) (Environ. Res. Lett. 1) (Environ. Res. Lett. 2)(BBC) (Proc. Roy. Soc. A)
- 15 آذار / مارس
  - يستخدم العلماء الأمريكيون معجل الجسيمات لإرسال نيوترينو خلال 780 قدم من الصخور. ويمثل هذا أول استخدام للنيوترونات للاتصال، وقد تسمح الأبحاث المستقبلية بإرسال رسائل النيوترينو الثنائية إلى مسافات هائلة حتى من خلال المواد الأكثر كثافة، مثل بطن الأرض. (PopSci) (Mod. Phys. Lett. A.)
- 16 آذار / مارس
  - لم يجد الفيزيائيون فرقا ملحوظا بين سرعة النيوترينو وسرعة الضوء. (New York Times) (BBC) (ArXiv)
- 18 آذار / مارس
  - اكتشف الباحثون لماذا يمكن أن تؤدي طفرة في جين معين إلى السمنة. (BBC) Nat. Med.(PhysOrg)
- 19 آذار / مارس
  - إذا تمكنت البشرية من خفض الاحتباس الحراري بمقدار درجتين مئويتين (3.6 درجة فهرنهايت)، كما يوصي الفريق الحكومي الدولي المعني بتغير المناخ، فإنه مازال يتعين على الأجيال المقبلة أن تتعامل مع مستويات البحر بعلو 22 مترا (40 إلى 70 قدما) أعلى مما هو عليه حاليا، وفقا للبحث الذي نشر في مجلة الجيولوجيا. (Rutgers) (Geology)(PhysOrg)(PhysOrg)(PC Pro)

- 20 آذار / مارس

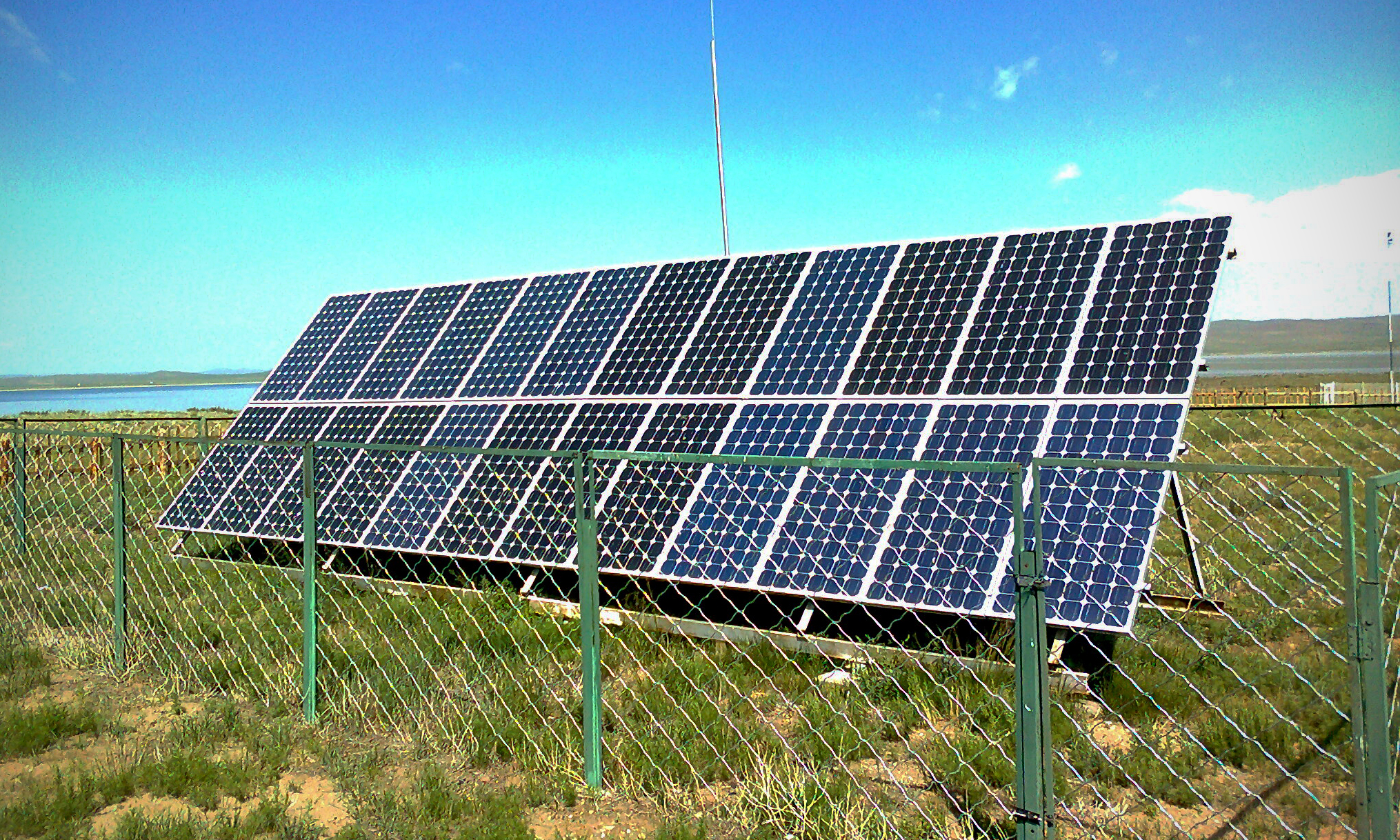
19 مارس 2012: يقول الباحثون إن عدد الألواح الشمسية في الولايات المتحدة زاد أكثر من الضعف بين عامي 2010 و 2011.

  - اكتشف علماء الفلك أول مجرة مستطيلة الشكل: اكتشف علماء الفلك أول مستطيل معروف [غالاكسي]: ليدا 074886. (Technology Review) (Astrophys. J.)
  - تحليل جديد من معهد ماساتشوستس للتكنولوجيا يظهر أن هناك مساحة كافية تحت الأرض لتخزين الأشياء القيمة في الولايات المتحدة. (MIT) (PNAS) (BBC) (Science)
- 25 آذار / مارس
  - يمكن أن ترتفع درجات الحرارة العالمية بمقدار 3.0 درجة مئوية (5.4 درجة فهرنهايت) بحلول عام 2050. (BBC) (Nat. Geosci.)
  - المخرج السينمائي الكندي جيمس كاميرون يصل إلى تشالنجر ديب، وهي أعمق نقطة معروفة في محيطات الأرض. كاميرون هو أول شخص يزور ديب، والتي تقع في المحيط الهادئ خندق ماريانا، منذ عام 1960. (National Geographic) (New York Times) (MSNBC)(LiveScience) (Nat. Nanotechnol.)
- 28 آذار / مارس
  - ناسا تعلن عن اطلاقها اسم جبل الريح (المريخ)، حيث يقع مختبر علوم المريخ في 6 أغسطس 2012. (Space.org) (NASA)
- 29 آذار / مارس
  - لوحظت «أعاصير شمسية» عدة مرات في مثل حجم الأرض في الغلاف الجوي لأشعة الشمس بواسطة تليسكوب الجمعية التصويرية للغلاف الجوي التابعة لمرصد ديناميات الطاقة الشمسية في ناسا. (PhysOrg)(BBC) (The Royal Observatory, Edinburgh)(MedicalXpress) (Science)

### أبريل
- 2 نيسان / أبريل

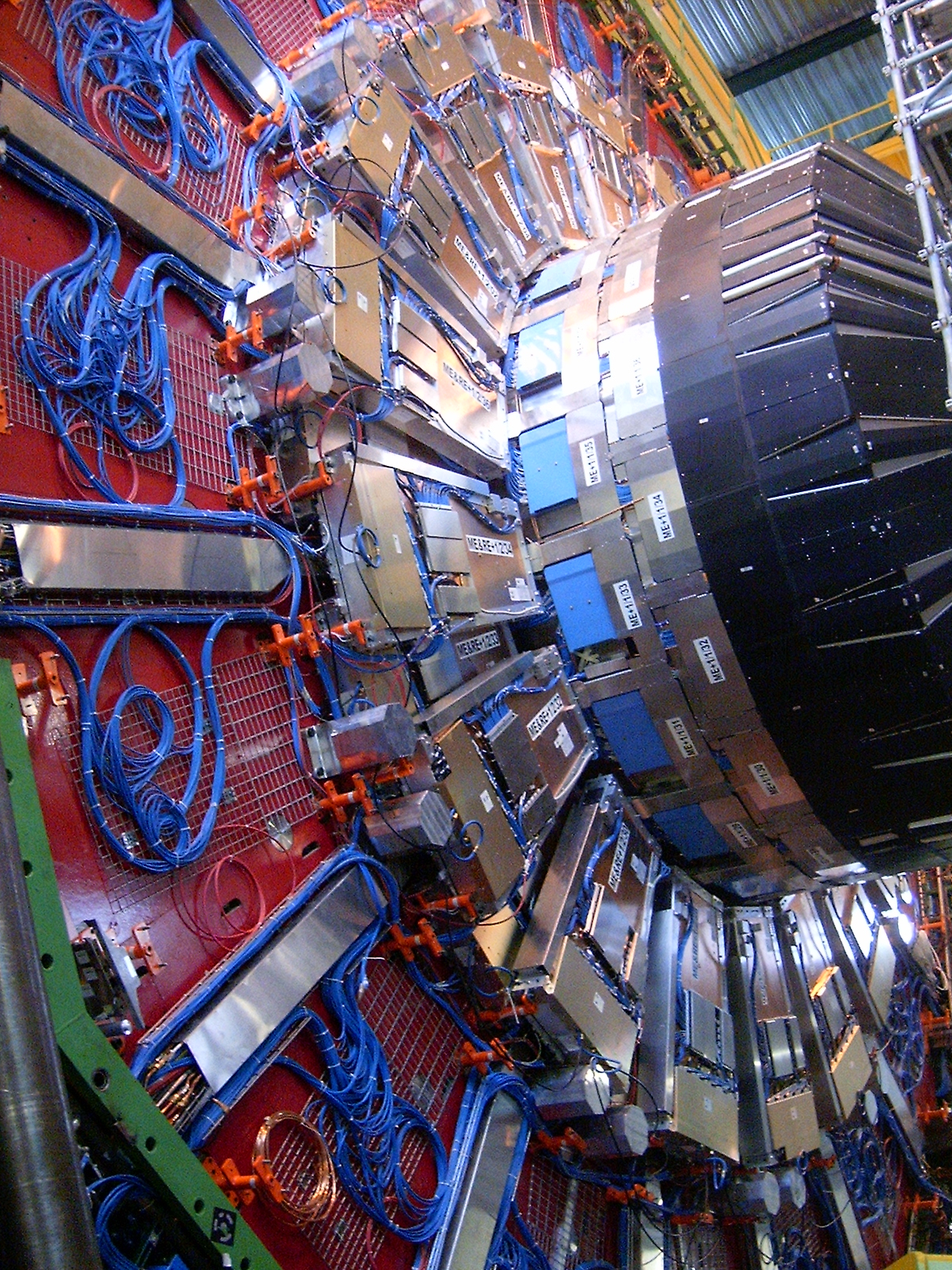
5 أبريل 2012: مصادم الهدرونات الكبير

  - الجيش البريطاني يعلن عن تطوير نسيج موصل ذكي للزي العسكري للمشاة. وهذا النسيج، الذي ينبغي أن يدخل الخدمة على نطاق واسع بحلول عام 2015، سوف يقضي علي الحاجة لكابلات الطاقة الثقيلة، مما يجعل الجنود أكثر أمنا. (BBC)
- 4 نيسان / أبريل
  - أظهر سجل جديد ومفصل عن تغير المناخ في الماضي دليلا قاطعا على أن آخر العصر الجليدي انتهى بارتفاع درجة الحرارة مدفوعا بزيادة ثاني أكسيد الكربون في الغلاف الجوي. (BBC) (Nature)(PhysOrg) (Nat. Commun.)
  - يبدأ الباحثون الأمريكيون مشروعا جديدا، بتمويل من مؤسسة العلوم الوطنية الأمريكية، لتطوير روبوت بخاصية الطباعة ثلاثية الأبعاد والتي يمكن تصميمه واعطائه أوامر في أقل من 24 ساعة. ومن شأن المشروع الذي يأمل أن يؤتي ثماره بحلول عام 2020 أن يسمح لأي فرد ببناء أدوات آلية بتكلفة زهيدة لأية مهمة في منزله. (BBC)
- 5 نيسان / أبريل
  - يقول باحثون هولنديون وأمريكيون أنهم أنشأوا حاسوب كمومي من الماس، باستخدام الشوائب الطبيعية للماس. (Wired) (Nature)(Herald Sun)
  - مصادم الهدرونات الكبير تم إعادة إدخاله إلي العملية بعد رفع الطاقة. حيث لديه الآن طاقة الاصطدام الكلي من 8 تريليون إلكترون فولت. (The Guardian)
- 6 نيسان / أبريل
  - أفاد فريق دولي من الباحثين أن سلالة جديدة من الملاريا مقاومة للأدوية ظهرت في تايلاند، مما قد يهدد الجهود العالمية لاحتواء المرض. (Medical News Today) (The Lancet)
- 8 نيسان / أبريل
  - اكتشف العلماء الأمريكيون أن الأوراق الشفافة (الجرافين) يمكن استخدامها لتغليف السوائل للدراسة بواسطة المجهر الإلكتروني. سوف يخفف الاكتشاف إلى حد كبير من التصوير الدقيق للسوائل علي نطاق الميكرو والنانو . (BBC) (Science)
- 10 نيسان / أبريل
  - صندوق ويلكم، واحد من أكبر الممولين في القطاع الخاص في العالم للبحث العلمي، يذكر أنه أطلق مجلة جديدة على الإنترنت لتعزيز التبادل الحر للأوراق العلمية. وتشكل المجلة الجديدة، التي تحمل عنوان  إليف  جزءا من حملة واسعة النطاق للوصول المفتوح إلى البحث العلمي، وتجبر الباحثين على إتاحة عملهم بحرية على الإنترنت. (The Guardian)
- 12 نيسان / أبريل
  - فريق من الباحثين الفرنسيين أطلق أول نموذج محاكاة يمثل هيكل كامل للكون، بداية من الانفجار الكبير حتى يومنا هذا. وقد مكنت المحاكاة من متابعة تطور 550 مليار جسيم. (CNRS)(BBC) (Pew Environment) (Forbes)(Nature News) (Nature)(Asian Scientist)(Am. J. Hum. Genet.)
  - داربا، وكالة الأبحاث المتقدمة للجيش الأمريكي، تمنح جائزة قدرها مليوني دولار أمريكي لأي فريق يمكنه تطوير روبوت الإنقاذ بشكل مستقل قادر على القيام بمهام متعددة، بما في ذلك تسلق السلالم، وإزالة العقبات. (International Business Times)(Cancer Research UK) (Lancet Oncol.)(Energy Live News)(Discovery News) (Intern. J. Aeronaut. Space Sci.)

- 13 نيسان / أبريل

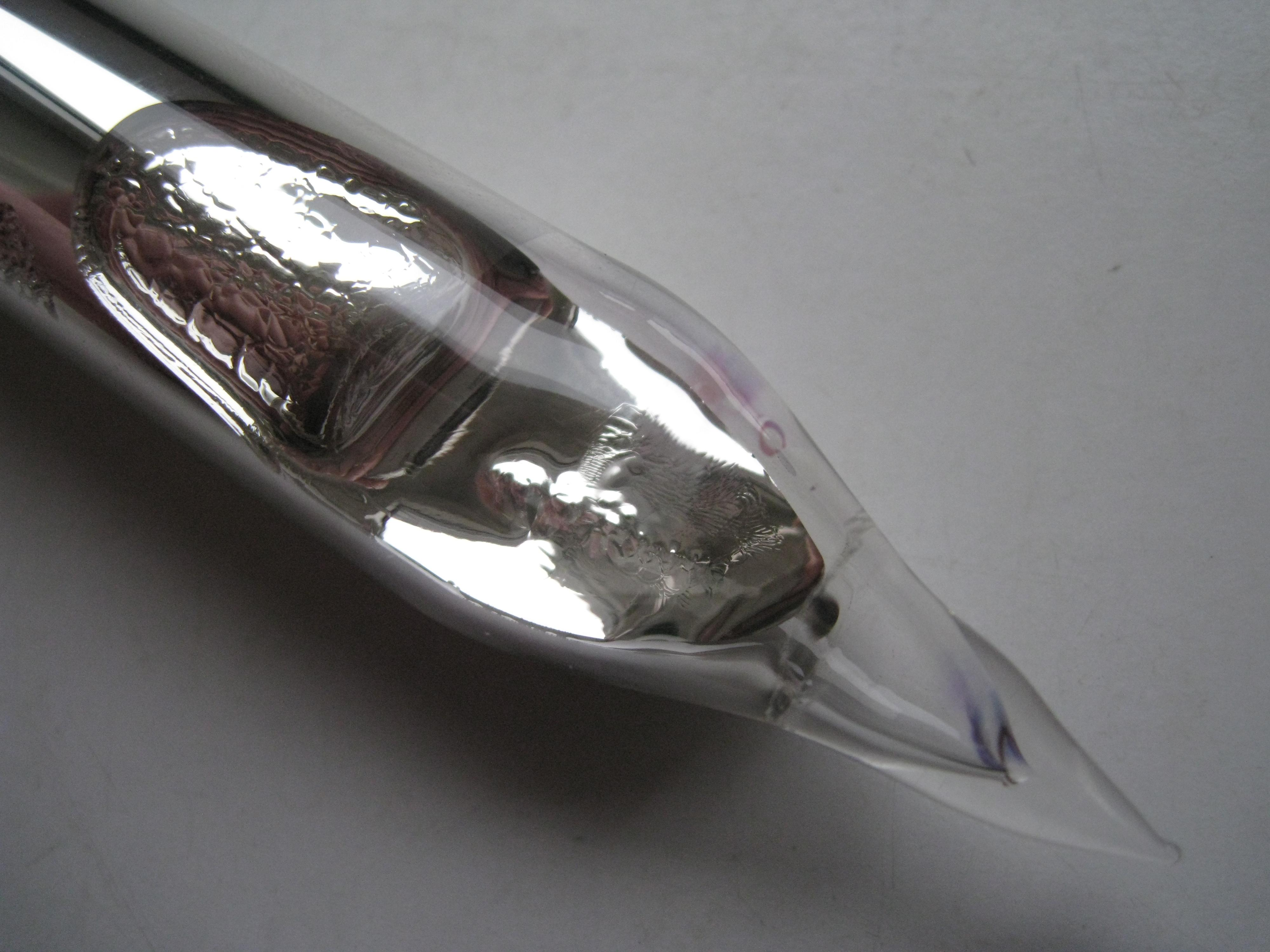
12 أبريل 2012: العلماء الألمان يخلقون أول شبكة حاسوب كمومي في العالم باستخدام ذرات الروبيديوم (عينة روبيديوم مبينة).

  - صاروخ مداري تابع لكوريا الشمالية يتفكك في منتصف الرحلة فوق البحر الأصفر، وتتدمر حمولته. ويخشى المحللون من أن يؤدي الإطلاق الفاشل إلى زيادة احتمال قيام كوريا الشمالية بإجراءات اختبار للأسلحة النووية. (The Telegraph)(New Zealand Herald) (Bayer)(BBC via SmartPlanet)(BBC) (Science)
- 15 نيسان / أبريل
  - يدعي الباحثون أن صور الأقمار الصناعية الجديدة تظهر زيادة في كتلة بعض الأنهار الجليدية في سلسلة جبال كاراكورام في آسيا. تتناقض هذه البيانات مع الاتجاه العالمي الأوسع للذوبان الجليدي. (BBC) (Nat. Geosci.)
- 16 نيسان / أبريل
  - يمكن أن يؤدي العلاج الجديد لسرطان البروستاتا إلى التخلص من المرض في تسعة من كل عشرة رجال دون آثار جانبية مؤلمة. (The Telegraph) (Lancet Oncol.)
- 17 نيسان / أبريل
  - تم الكشف أن جيش التحرير الشعبي الصيني وقوات الولايات المتحدة يقومان بمحاكاة عسكرية معا للمساعدة في منع التصعيد العسكري في حالة حدوث حرب إلكترونية في المستقبل. (Sydney Morning Herald)
- 18 نيسان / أبريل
  - كشف الباحثون في معاهد الصحة الوطنية الأمريكية عن علاج قائم على تقنية النانو والذي يمكن أن يخفف بنجاح بعض أعراض الشلل الدماغي. هذا الدواء، الذي تم اختباره في الأرانب، تسبب في تحسن كبير في اضطرابات الحركة والتهاب الدماغ.(Science Daily) (Sci. Transl. Med.)

- 20 نيسان / أبريل

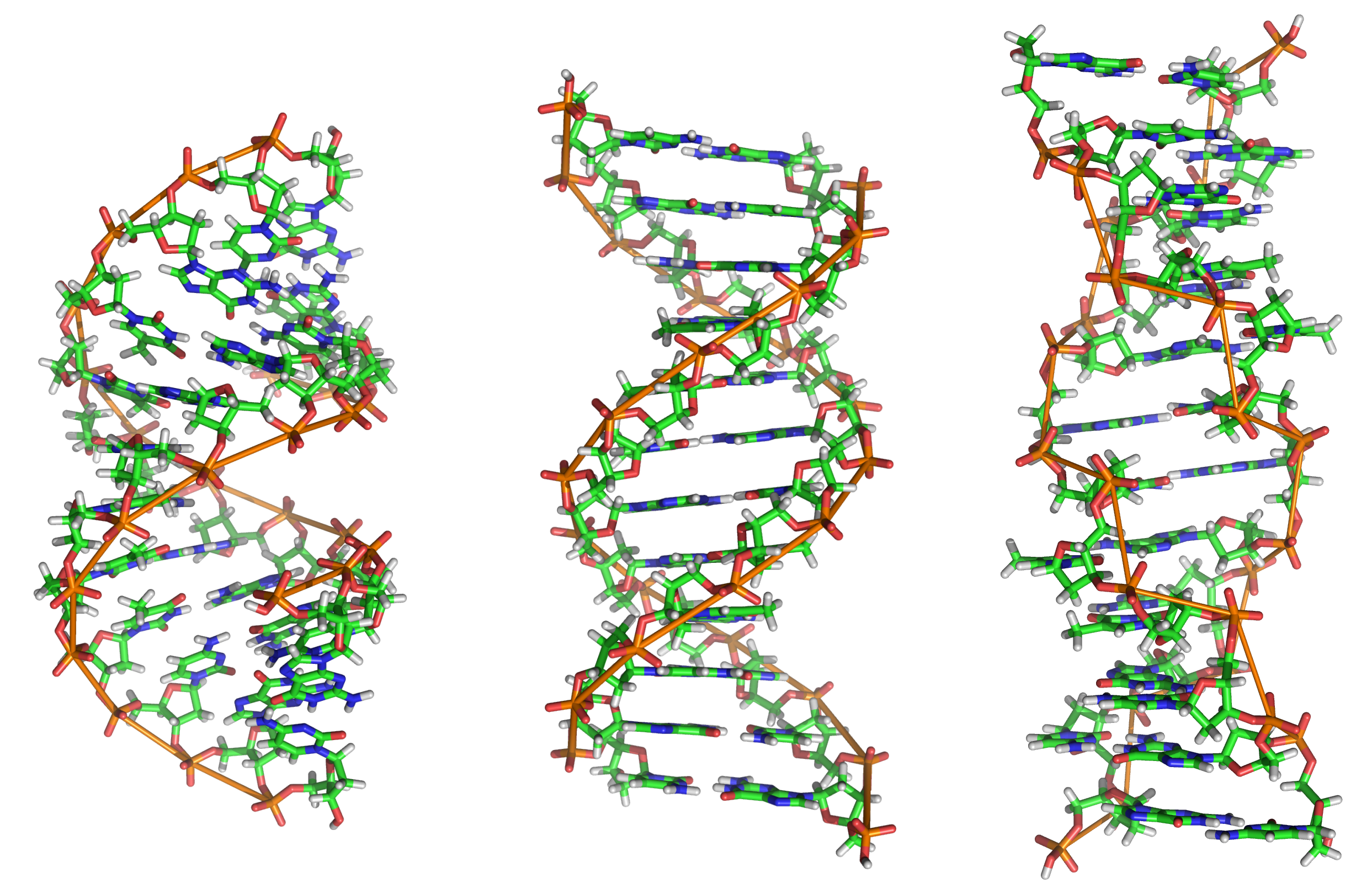
19 أبريل 2012: باحثون دوليون يطورون مركبات الحمض النووي الاصطناعي.

  - يقول العلماء أن القارة الجافة التي تعاني من الجفاف (أفريقيا) تقع على خزان هائل من المياه الجوفية. (BBC) (Environ. Res. Lett.)(Nature) (ExtremeTech)
- 26 نيسان / أبريل
  - يطور العلماء الأستراليون نوع جديد متعدد الطبقات من السيليكا ذو متانة كبيرة. حيث يمكن استخدام هذا الاختراع لصنع أقمشة التنظيف الذاتي والمعدات الطبية المضاد للجراثيم. (BBC) (Langmuir) (ABC) (Nature)(Skymania) (Geophys. Res. Abstr.)

### مايو

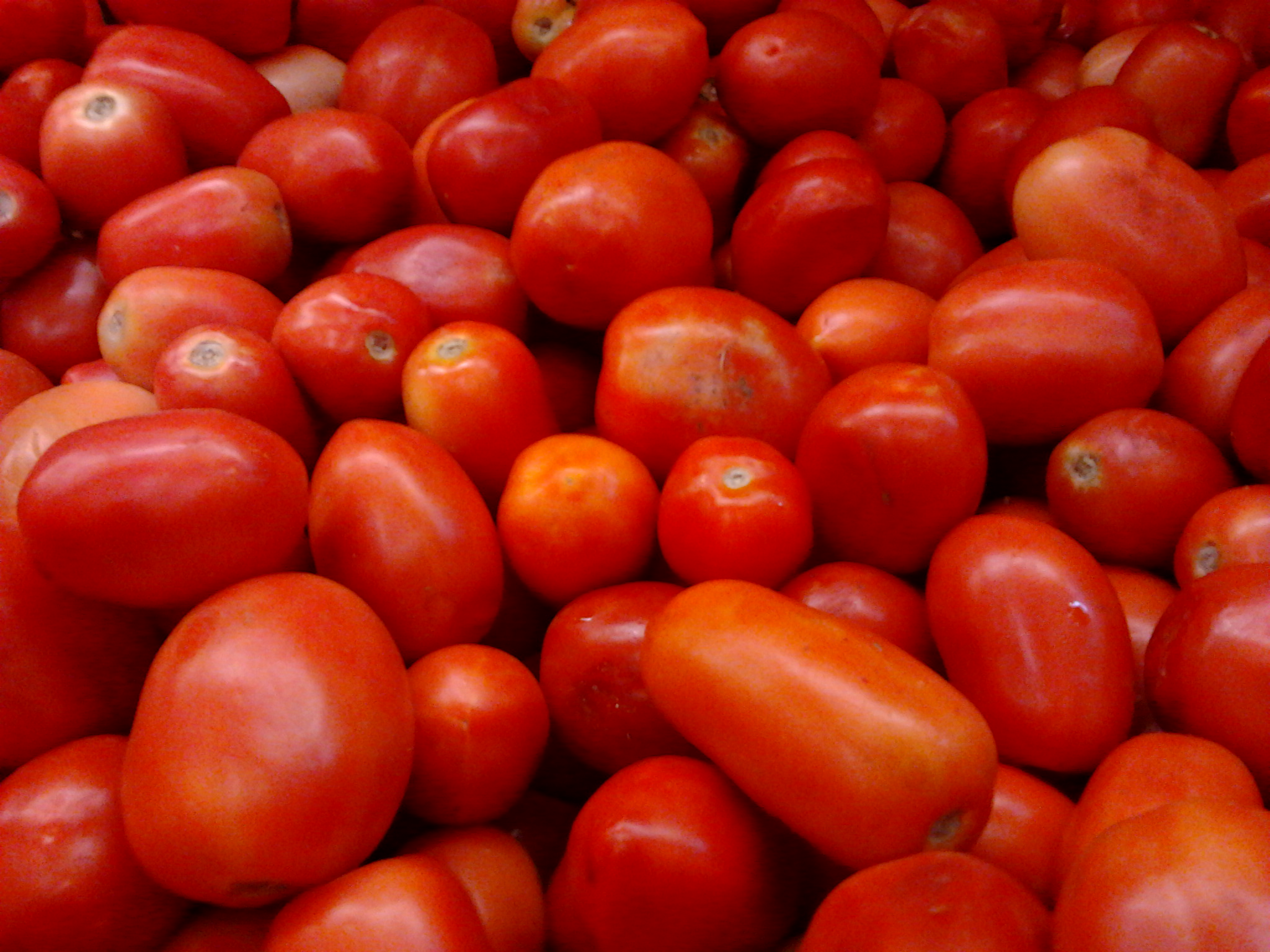
30 مايو 2012: دراسة جينات الطماطم من قبل الباحثين الدوليين.

- 11 أيار / مايو

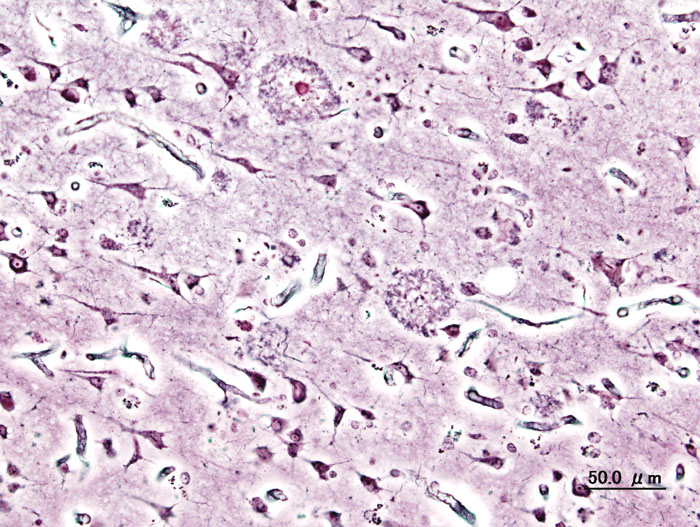
6 مايو / أيار 2012: يطور العلماء دواء قادراً على منع انهيار الإنتاج الدماغي من البروتينات، مما قد يقدم علاجا جديدا ل مرض الزهايمر.

  - يقول باحثون أمريكيون إن العدوى التي يمكن الوقاية منها هي السبب الرئيسي ل وفيات الأطفال في جميع أنحاء العالم. من بين 7.6 مليون طفل توفيوا قبل بلوغهم الخامسة من العمر في عام 2010، توفي أكثر من 60٪ منهم بسبب حالات العدوى مثل الالتهاب الرئوي. (BBC) (The Lancet)(PopSci) (Technology Review) (ArXiv)

(Science Daily) (PNAS)
- 14 أيار / مايو

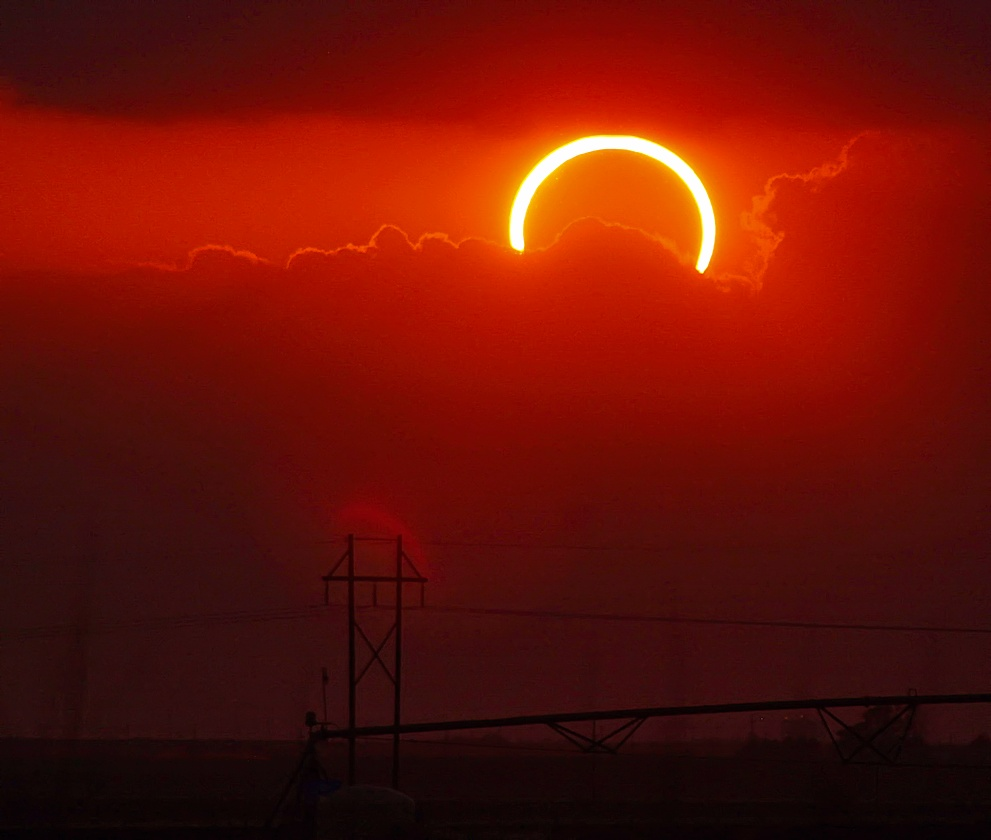
20 مايو 2012: كسوف الشمس

  - نجح الباحثون في مد عمر الفئران بنسبة 24٪، وذلك باستخدام تطبيق العلاج الجيني علي الفئران البالغين. نجاح هذه التقنية، التي تنطوي على تحفيز الخلايا لإنتاج المزيد من إنزيم (تيلوميراس)، يوحي بأن تمديد الحياة ممكن في البشر. (Science Daily) EMBO Mol. Med.(Science Daily) (PNAS)(BBC) (Nat. Photon.)
- 15 أيار / مايو
  - الولايات المتحدة تعلن عن خطة وطنية لتطوير علاج فعال ل مرض الزهايمر بحلول عام 2025. (BBC)(BBC) (Nat. Nanotechnol.)
- 16 أيار / مايو
  - نجح الجراحين الأمريكيين في استعادة وظيفة اليد المصابة بشلل في رجل باستخدام تقنية نقل الأعصاب. بعد الجراحة والعلاج الفيزيائي اللاحق، يمكن للمريض - الذي فقد تماما استخدام يديه في حادث سيارة - أن يتغذى ويكتب بنفسه.(iAfrica.com) (J. Neurosurg.)(ExtremeTech) (Electron. Lett.)(Space.com) (USGS)
- 25 أيار / مايو
  - اتفقت جنوب أفريقيا وأستراليا ونيوزيلندا على المشاركة في استضافة أكبر مشروع تلسكوب لاسلكي في العالم (BBC)(BBC) (New J. Phys.)(Daily Mail) (J. Human Evol.)
- 29 أيار / مايو
  - ينهي القطار المكون من سيارات ذاتية الحكم بنجاح أول رحلة سريعة له، في أول اختبار عام للمركبات ذاتية الحكم في إسبانيا. (BBC)(BBC)

### يونيو
- 1 حزيران / يونيه
  - في خطوة مهمة لعلم الأعصاب، فإن الباحثين أعلنوا عن الدفعة الأولى من البيانات من مشروعهم لبناء أول مخطط للدماغ كله في الفقاريات.(KurzweilAI)(Science Daily) (BBC) (Science)(Sci-News) (J. Neurosci.)
- 6 حزيران / يونيه
  - تحذر مجموعة دولية من العلماء من أن زيادة نمو السكان، وانتشار وتدمير النظم الإيكولوجية الطبيعية، وتغير المناخ قد يدفع الأرض نحو تغيير لا رجعة فيه في المحيط الحيوي، وهو «نقطة تحول» على مستوى الكوكب. (Science Daily) (Nature)(Karolinska Institutet) (Lancet Neurol.)(PCWorld) (YouTube)(WalesOnline) (PloS ONE)
- 15 حزيران / يونيه
  - يقول علماء أمريكيون أن هناك صلة وراثية محتملة بين مرض السكري وزيادة خطر مرض الزهايمر.(BBC) (Genetics)(BBC) (Smithsonian)
- 20 حزيران / يونيه
  - قام بعض المهندسين ببناء كاميرا بقوة 50 جيغابكسل من خلال مزامنة 98 كاميرة صغيرة في جهاز واحد.(PhysOrg) (Nature)(NREL)(BBC) (Soft Matter)
- 27 حزيران / يونيه
  - قام فيزيائيون باصطدام أيونات الذهب معا لإنتاج بلازما كوارك-غلوونية، على غرار ما كان موجودا في اللحظة الأولى بعد الانفجار العظيم. وقد دخلوا موسوعة غينيس للأرقام القياسية بتحقيق أعلى درجة حرارة من صنع الإنسان: 4 تريليون درجة مئوية (7.2 تريليون درجة فهرنهايت).(Los Angeles Times)

(Science Daily) (Nature) (MSNBC) (New York Times) (Nature)

### يوليو
- 3 تموز / يوليه
  - قام الباحثون بتصوير ظل ذرة واحدة للمرة الأول.(Science Daily) (Nat. Comm.)(Science Daily) (Phys. Rev. Lett.)
- 6 تموز / يوليه
  - قام مهندسوا جامعة كاليفورنيا (لوس أنجلوس) بتطوير مجهر بصري فائق السرعة قادر على تحديد سرعة خلايا السرطان في الدم البشري، مما يمهد الطريق لتشخيص السرطان.(R&D Magazine) (PNAS)(BBC) (J. Neural Eng.)Cambridge Declaration on Consciousness. (Scientific American)

## الجوائز

### جائزة الفيزياء الأساسية
- جائزة الفيزياء الأساسية 2012: نيما أركاني حامد، وآلان غوث، ومكسيم كونتسفيتش، وأندريه لينده، وإدوارد ويتن

### جائزة كيوتو
- جائزة كيوتو في التكنولوجيا المتقدمة 2012: إيفان ساذرلاند
- جائوة كيوتو في العلوم الأساسية 2012: يوشينوري أوسومي

### جائزة نوبل
- 2012 جائزة نوبل في الفسيولوجيا أو الطب: جون غوردون وشينيا ياماناكا
- 2012 جائزة نوبل في الفيزياء: سيرج حاروش وديفيد وينلاند
- 2012 جائزة نوبل في الكيمياء: روبرت ليفكوويتز وبرايان كابيلكا

## الوفيات
مصادر: الوصي و ديلي تلغراف
يناير

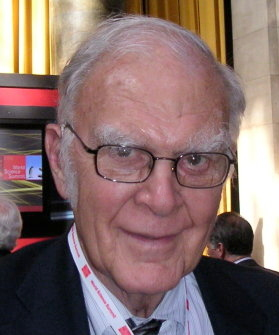
10 مارس 2012: فرانك شيروود رولاند، الحائز علي جائزة نوبل، مات في سن 84.

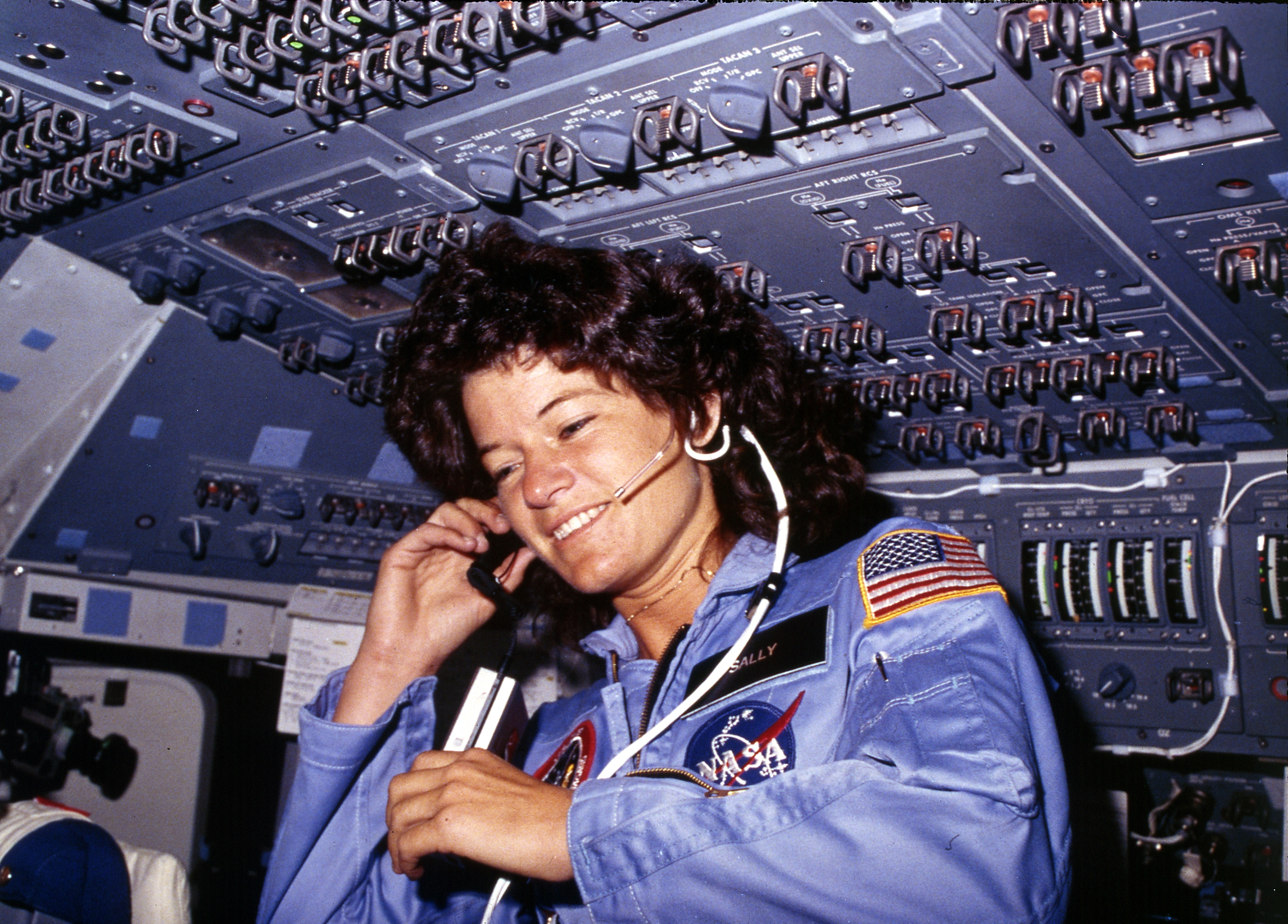
23 يوليو 2012: سالي رايدأول امرأة أمريكية في الفضاء

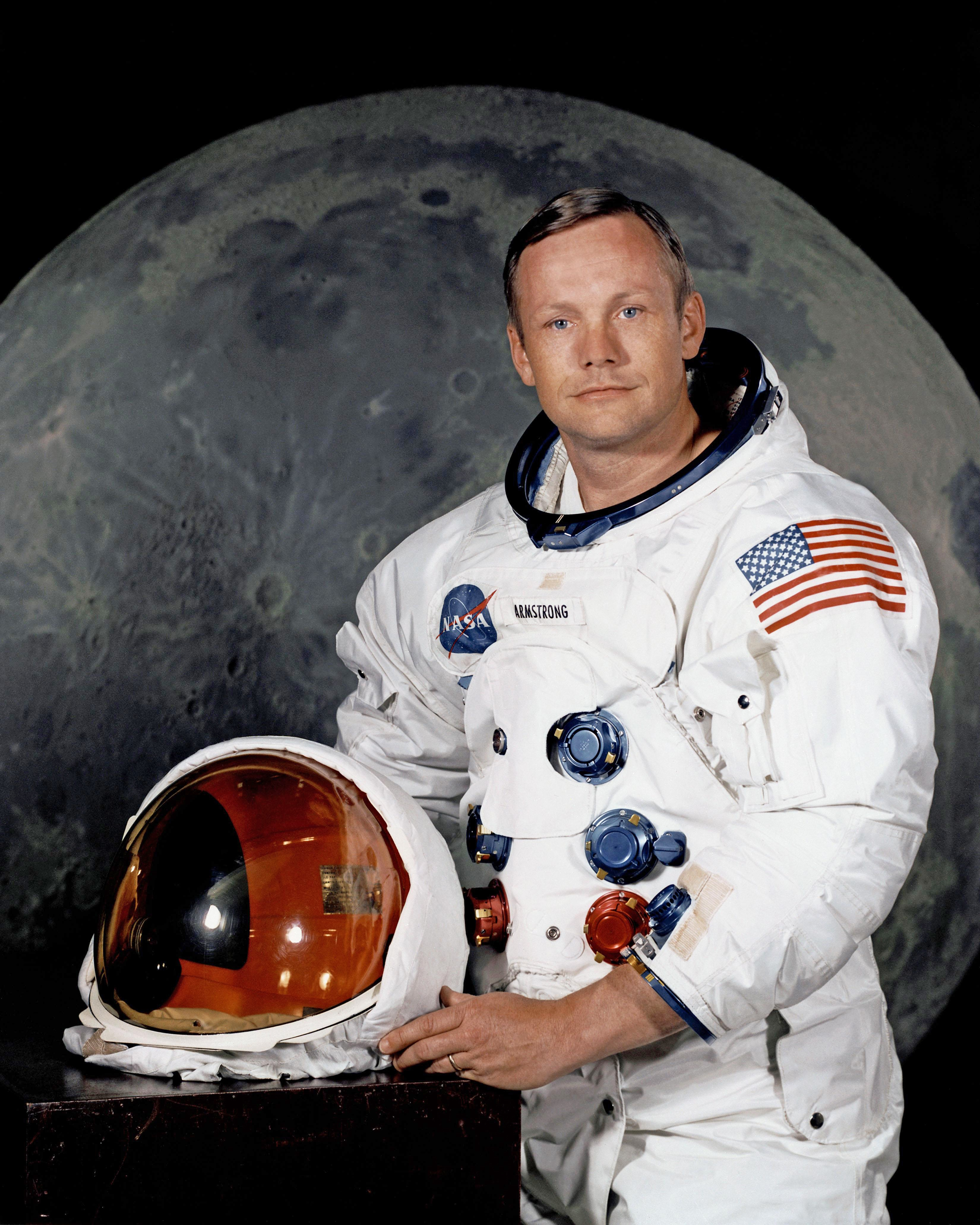
25 آب / أغسطس 2012: نيل أرمسترونغأول رجل مشى على القمر، يموت عن عمر يناهز 82 عام.

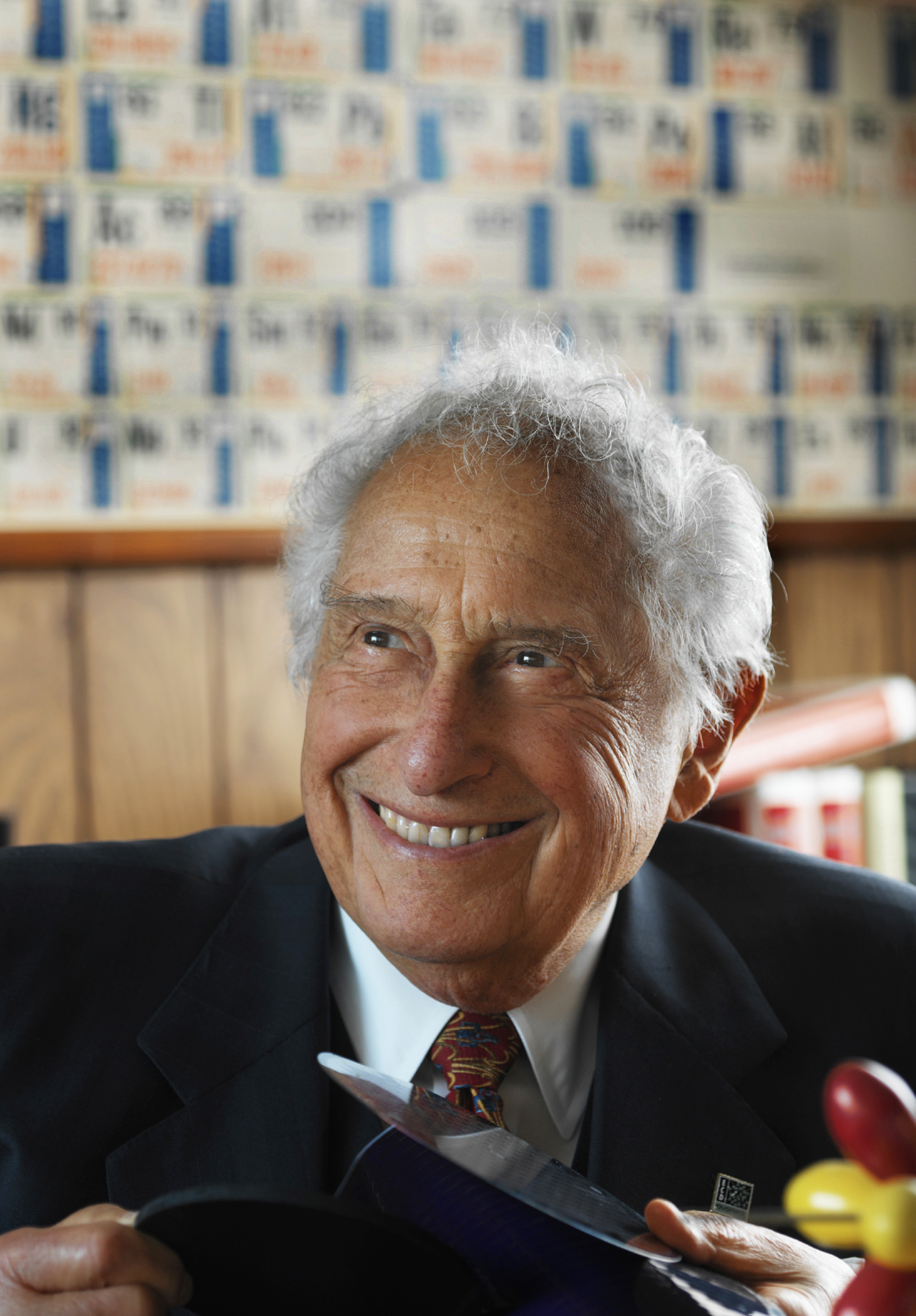

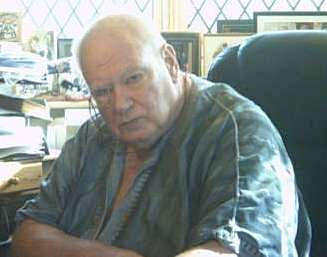
9 كانون الأول / ديسمبر 2012: السير باتريك مور ، عالم بريطاني في الفلك، مات في سن 89.

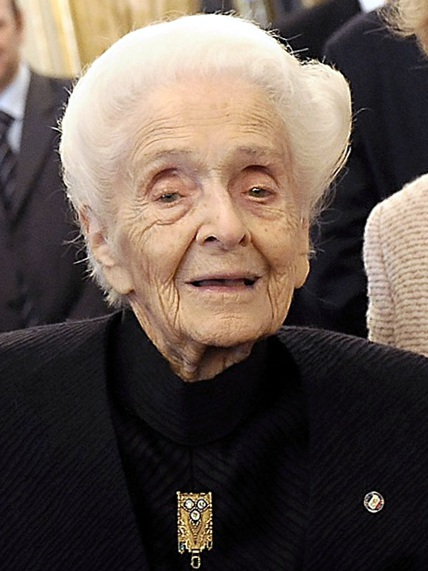
30 كانون الأول / ديسمبر 2012: ريتا ليفي مونتالشيني ، الحائوة علي جائزة نوبل، ماتت عن عمر يناهز 103 عام.

- 12 كانون الثاني / يناير – بيورن أندرسن، الجيولوجي النرويجي (1924).
- 21 كانون الثاني / يناير – روي جون بريتن، عالم الوراثة والأحياء الأمريكي (1919)

فبراير
- 16 شباط / فبراير – دونالد هنري، الحشرات الأسترالي (1922).
- 19 شباط / فبراير – ريناتو دولبيكو، الفيروساتالإيطالي الأمريكي، الفائز في عام 1975 بعلى جائزة نوبل في الفسيولوجيا أو الطب (1914).

مارس
- 10 آذار / مارس – فرانك شيروود رولاند،العالم الأمريكي في كيمياء الغلاف الجوي، الفائز في عام 1995 بعلى جائزة نوبل في الكيمياء (1927).
- 24 آذار / مارس – السير بول كالاهان، الفيزيائي النيوزيلندي (1947).

أبريل
- 8 نيسان / أبريل – فانغ لي تشي، الفيزياء الفلكية الصينية والناشطة السياسية (1936).
- 20 نيسان / أبريل – جورج كوان، الكيميائي الأمريكي (1920).
- 29 نيسان / أبريل – رولان مورينو، المصريالمنشأ الفرنسي الجنسية، مخترع البطاقة الذكية، والحاصل عليوسام الشرف من رتبة فارس (1945).

مايو
- 12 أيار / مايو
  - دونالد نيكلسون، البريطانية عالم الكيمياء الحيوية (1916).
- 20 مايو – يوجين نيكولاس،المهندس الأمريكي مخترع التلفزيون اللاسلكي وجهاز التحكم عن بعد (1915).
- 21 مايو – آلان ثورن، الأسترالية عالمة الأنثروبولوجيا (1939).
- 27 أيار / مايو – فريدريش هيرتسبروخ، عالم الرياضيات الألماني (1927).
- 30 أيار / مايو – السير أندرو هكسليالبريطاني عالم الفيزياء الحيويةالفائز في عام 1963 بعلى جائزة نوبل في الفسيولوجيا أو الطب (1917).

يونيه
- 7 حزيران / يونيه
  - فيليب الخامس توبياس، العالمالجنوب أفريقي (1925).
  - هربرت بورمان، عالم البيئة الأمريكي، وصاحب الفضل في اكتشاف الأمطار الحمضية (1922).
- 13 حزيران / يونيه – وليام ستانديش نولز، الكيميائي الأمريكي الحائز على جائزة نوبل في عام 2001 في الكيمياء (1917).

يوليه
- 3 تموز / يوليه – سيرجيو بينينفارينا، مهندس السيارات الإيطالي، وعضو مجلس الشيوخ مدى الحياة (1926).
- 21 تموز / يوليه – جيفري سميث، الجيولوجي البريطاني (1923).
- 23 تموز / يوليه – سالي رايدالأمريكية الفيزيائية وعالمة الفضاء، وأول امرأة أمريكية في الفضاء (1951).

أغسطس
- 3 آب / أغسطس – مارتن فليشمان،الصيدلي البريطاني (1927).
- 6 آب / أغسطس – السير برنارد لوفيل، الفيزيائي البريطاني وعالم الفلك الراديوي (1913).
- 21 آب / أغسطس – ويليام ثورستون، عالم الرياضيات الأمريكي الفائز 1982 بميدالية فيلدز (1946).
- 25 آب / أغسطس – نيل أرمسترونغالأمريكي عالم الفضاء، وأول إنسان يضع قدمه على سطح القمر (1930).

سبتمبر
- 6 أيلول / سبتمبر – جيروم هورويتز ، الكيميائي الأمريكي ، مخترع علاجفيروس نقص المناعة البشرية (زيدوفودين) (1919).
- 25 أيلول / سبتمبر – باريس لويز جونسون، البريطاني عالم الكيمياء الحيوية (1940).
- 29 أيلول / سبتمبر – نيل سميث ، الإسكتلندي الجغرافي (1954).

أكتوبر
- 5 تشرين الأول / أكتوبر – كيث كامبل، عالم الأحياء البريطاني الذي شارك في إنشاء أول حيوان ثديي مستنسخ (1954)
- 15 تشرين الأول / أكتوبر – ماريا بيترو، البريطانية الباحثة في الذكاء الاصطناعي (1953).
- 20 تشرين الأول / أكتوبر
  - إدوارد دونال توماس، الطبيب الأمريكي الفائز في عام 1990 بجائزة نوبل في الفسيولوجيا أو الطب (1920).

نوفمبر
- 11 تشرين الثاني / نوفمبر – فاريش جنكينز، الأمريكي عالم الأحياء القديمة (1940).
- 12 تشرين الثاني / نوفمبر – دانيال ستيرنالأمريكي المتخصص في علم النفس (1934).
- 14 تشرين الثاني / نوفمبر – نورمان غرينوود ، الأسترالي الكيميائي (1925).
- 26 تشرين الثاني / نوفمبر – جوزيف مورايالأمريكي جراح زراعة الأعضاء، الفائز في عام 1990 بجائزة نوبل في الفسيولوجيا أو الطب (1919).

ديسمبر
- 9 كانون الأول / ديسمبر
  - السير باتريك مور، الإنجليزي الفلكي (1923).
  - نورمان جوزيف وودلاندالمهندس الأمريكي المخترع للباركود (1921).
- 27 كانون الأول / ديسمبر – ارشي روي ، الإسكتلندي الفلكي (1924).
- 30 كانون الأول / ديسمبر
  - ريتا ليفي مونتالشيني، الإيطالية عالمةأعصاب وعضو مجلس الشيوخ مدى الحياة، والفائزة في عام 1986 بجائزة نوبل في الفسيولوجيا أو الطب (1909).
  - كارل ووزالأمريكي عالم الأحياء الدقيقة (1924).

## وصلات خارجية
- "Medical sciences news highlights of 2012". BBC. 29 December 2012.
- "27 Science Fictions That Became Science Facts In 2012". بزفيد. 19 December 2012.
- "366 days: Nature's 10 – Ten people who mattered this year". نيتشر (مجلة). 19 December 2012.
- Science obituaries at Legacy.com